# ゆうちょ銀行

ゆうちょ銀行本店が入居するJPタワー
（東京都千代田区丸の内二丁目）

株式会社ゆうちょ銀行（ゆうちょぎんこう、英: JAPAN POST BANK Co.,Ltd.）は、日本郵政グループの普通銀行である。東京都千代田区丸の内二丁目に本店（窓口及び登記上）、同区大手町二丁目に本社機能を置く。TOPIX Large70の構成銘柄の一つ。
愛称は「JP ゆうちょ銀行」（英通称はJP BANK）。コーポレートカラーは「ゆうちょグリーン」。

## 概要
郵政民営化関連6法（ゆうちょ銀行の直接の根拠法は郵政民営化法（平成17年法律第97号）第8章）公布による郵政民営化の準備にともない、2006年（平成18年）9月1日に準備会社として株式会社ゆうちょが設立。2007年（平成19年）10月1日に株式会社ゆうちょ銀行に商号変更して発足。日本郵政公社からおもに郵便貯金事業などを引き継ぎ、所要の施設・職員などを承継した委員会設置会社（現在は法改正により、指名委員会等設置会社に移行）となった。
国が取り扱ってきた商品・各種サービスが名称変更されたうえで事実上引き継がれているが、ゆうちょ銀行によって提供されているサービスは旧郵便貯金法に基づく「郵便貯金」ではなく、銀行法第4条第1項の免許を受けたものとみなされたこと（郵政民営化法第98条1項）により「預貯金」である。ただしマネーストック上は郵便貯金と同じくM2（国内銀行）には含まれていない。
日本郵政などと異なり特殊会社としての設立形態をとらず、法文上は郵便貯金銀行と表現されている。
長年にわたり、ゆうちょ銀行は国内で最も多い預金残高を有していたが、2024年3月時点で三菱UFJ銀行がこれを上回り、国内最大の預金残高を持つ銀行となった。ゆうちょ銀行の貯金残高は約192兆円、三菱UFJ銀行の貯金残高は約200兆円に達している。全国47都道府県すべてに店舗（支店・出張所）を有しているのはゆうちょ銀行とみずほ銀行のみである。
2011年（平成23年）10月27日に全国銀行協会に「特例会員」として正式に加盟した。

### 株式の状況
発足当初から持株会社である日本郵政株式会社（発足当初は日本政府が全株式を保有）の子会社である。ただし、ゆうちょ銀行在籍の正社員を対象とした「ゆうちょ銀行従業員持株会」は上場前も存在した。
かんぽ生命保険とともに日本郵政が保有する株式を処分する（売り出す）ことが郵政民営化法に明記されており、上場準備にあたる関係部署が設置されている。
しかし、2009年（平成21年）の第45回衆議院議員総選挙の結果、郵政民営化の見直しを掲げた鳩山由紀夫内閣の発足により、同年12月に郵政株売却凍結法（平成21年法律第100号）が成立。民営化の見直しが行われるまで株式市場への上場・売却は凍結されることになった。2012年（平成24年）5月8日の第180回国会において、郵政民営化の一部見直しを規定した「郵政民営化法等の一部を改正する等の法律」（平成24年法律第30号）が可決・成立したことにともない、同法第5条第2号の規定により郵政株売却凍結法は廃止された。改正法では「移行期間（平成19年10月1日から平成29年9月30日までの期間をいう。以下同じ）中に、その全部を処分する」と売却期限を2017年9月30日までと明記していた箇所を「経営状況、次条に規定する責務の履行（ユニバーサルサービスの確保）への影響等を勘案しつつ、できる限り早期に、処分する」に改められている。
2015年（平成27年）11月4日に持株会社の日本郵政株式会社とともに東京証券取引所第一部に上場し、日本郵政株式会社の保有する株式の11%が市場に売却された。
2021年（令和3年）5月に策定された日本郵政グループの中期経営計画では、2021〜2025年度の計画期間内に日本郵政が保有するゆうちょ銀行とかんぽ生命保険の株式の割合をそれぞれ50%以下にする方針が示された。日本郵政が株式を売却して保有割合を50%以下に引き下げると、新規事業に関する「上乗せ規制」が緩和され、政府の認可が必要な「認可制」から、認可が要らず届け出で済む「届出制」に移行できる。日本郵政によるかんぽ生命保険の保有割合は2021年6月に50%を切ったため、かんぽ生命保険の新規事業については「届出制」に移行した。
2021年7月9日に東京証券取引所から、新市場区分における上場維持基準への適合状況に関する判定結果（2021年6月30日基準）が通知され、プライム市場の上場維持基準のうち流通株式比率35%以上に適合しなかった。
2023年2月21日、ロイターは、事情に詳しい複数の関係筋の話として、プライム市場の上場要件（流通株式比率35%）を満たすため、日本郵政がゆうちょ銀行株式を2022年度内に売却し、保有比率を60%程度まで引き下げる方向で調整に入ったと報じた。売却規模は1兆円を超え、ゆうちょ銀による自社株買い分も含め1兆2000億円程度となる可能性がある。現時点では3月下旬の売り出しを想定しているが、株価の動向次第で時期を改める。売却を決めればグループ3社が上場した2015年11月以来となる。保有比率50%以下には届かないので、今回の売り出しとは別に追加の株売却を検討する。日本郵政とゆうちょ銀行の広報は、「資本政策の観点からさまざまな選択肢を検討しているが、現在で売り出し実施の有無、規模や時期を決定した事実はない」「今後開示すべき事実を決定した場合には速やかに公表する」とのコメントを出したが、2月27日、日本郵政はゆうちょ銀行株式を一部売却し、出資比率を65%未満まで引き下げると発表した。ゆうちょ銀行は発行済み株式総数の4.5%、1500億円を上限に自社株買いを実施すると発表した。日本郵政はこれに応じて一部株式を売却する。日本郵政は売却によって得る資金を成長投資や自社株買いに充てる。3月13日、日本郵政は、保有しているゆうちょ銀行株の売り出し価格を1株1131円に設定すると発表した。売却額の総額は最大で1兆2316億円になる。日本郵政によるゆうちょ銀の議決権比率を89%から60%程度に引き下げることで、ゆうちょ銀行はプライム市場の上場要件を満たせる。売り出しの結果、2023年3月31日現在、日本郵政の持株比率は60.62%となっている。
2023年5月10日、ゆうちょ銀行は同年3月末時点での流通株式比率が34.5%であり、プライム市場の上場維持基準となる35%に届かなかったことを発表した。欧米の金融不安により、個人株主による保有が予想を下回り、代わりに事業法人や金融機関による株式保有割合が多かった事が原因としている。

### 上乗せ規制
ゆうちょ銀行とかんぽ生命保険は、それぞれ銀行法や保険業法によって民間の銀行や生命保険会社と同様の規制を受ける。さらに、郵政民営化法の規定により、民間の銀行や保険会社には無い「上乗せ規制」によって業務が制限されている。民業圧迫を避けるためにこのような規制が設けられた。

#### 新規業務に関する制限
日本郵政によるゆうちょ銀行の株式保有割合が50%を超えているため、ゆうちょ銀行が新規事業を始めるには、金融庁長官と総務大臣の認可が必要となる。株式保有割合を50%以下に引き下げると認可が要らず届け出で済む「届出制」に移行でき、0%に引き下げると届け出も不要になる。ゆうちょ銀行の投資家向け説明資料では、今後の新規事業の例として、個人向けローン、信託・相続サービス、 法人向け相対融資などが挙げられている。

### 店舗網

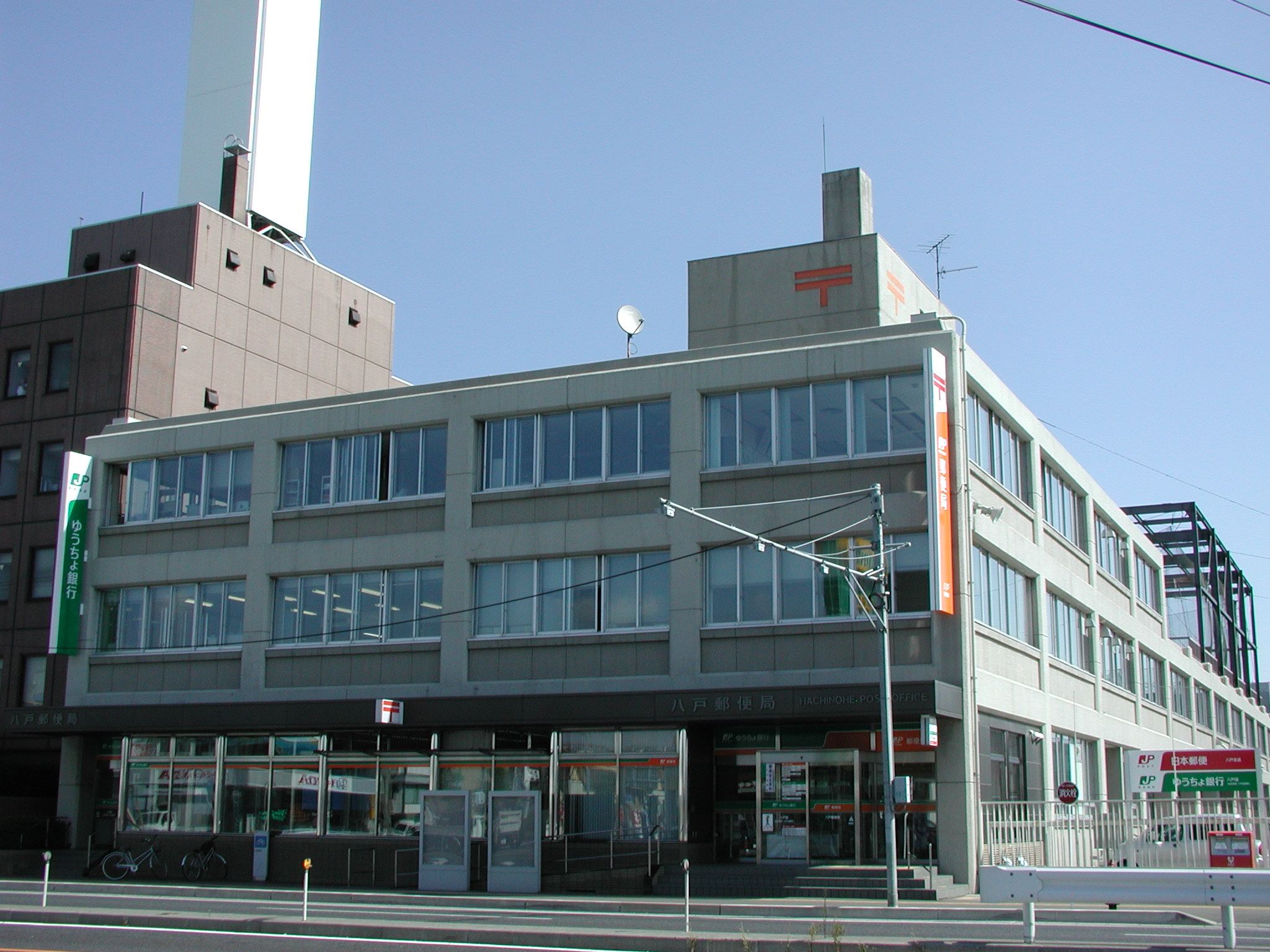
ゆうちょ銀行直営店舗が併設されている郵便局の一例（八戸郵便局・ゆうちょ銀行八戸店）。オレンジ色の「郵便局」の看板とは別に、緑色の「ゆうちょ銀行」の看板も取りつけられている。

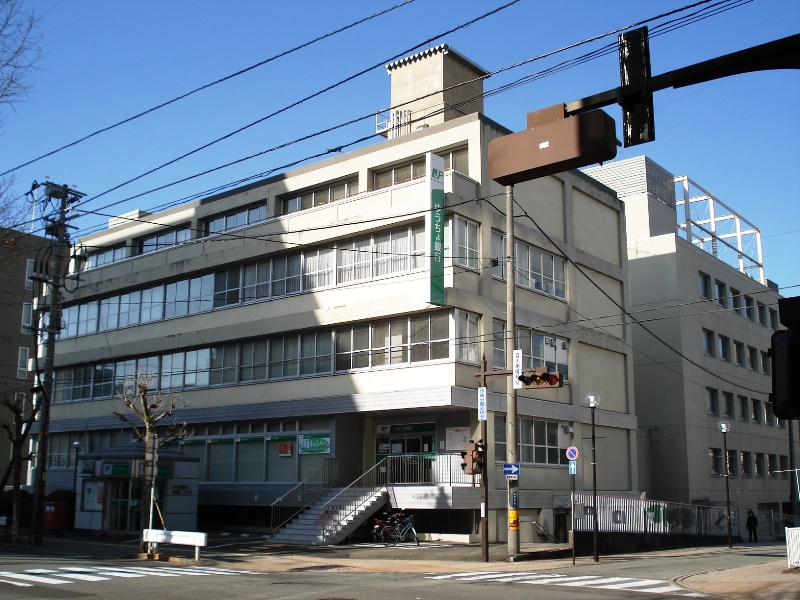
ゆうちょ銀行秋田店。ゆうちょ銀行単独店舗の事例。店内のATMとは別に、建物の外にあるプレハブの中に、店舗外ATMが別途設置されている。

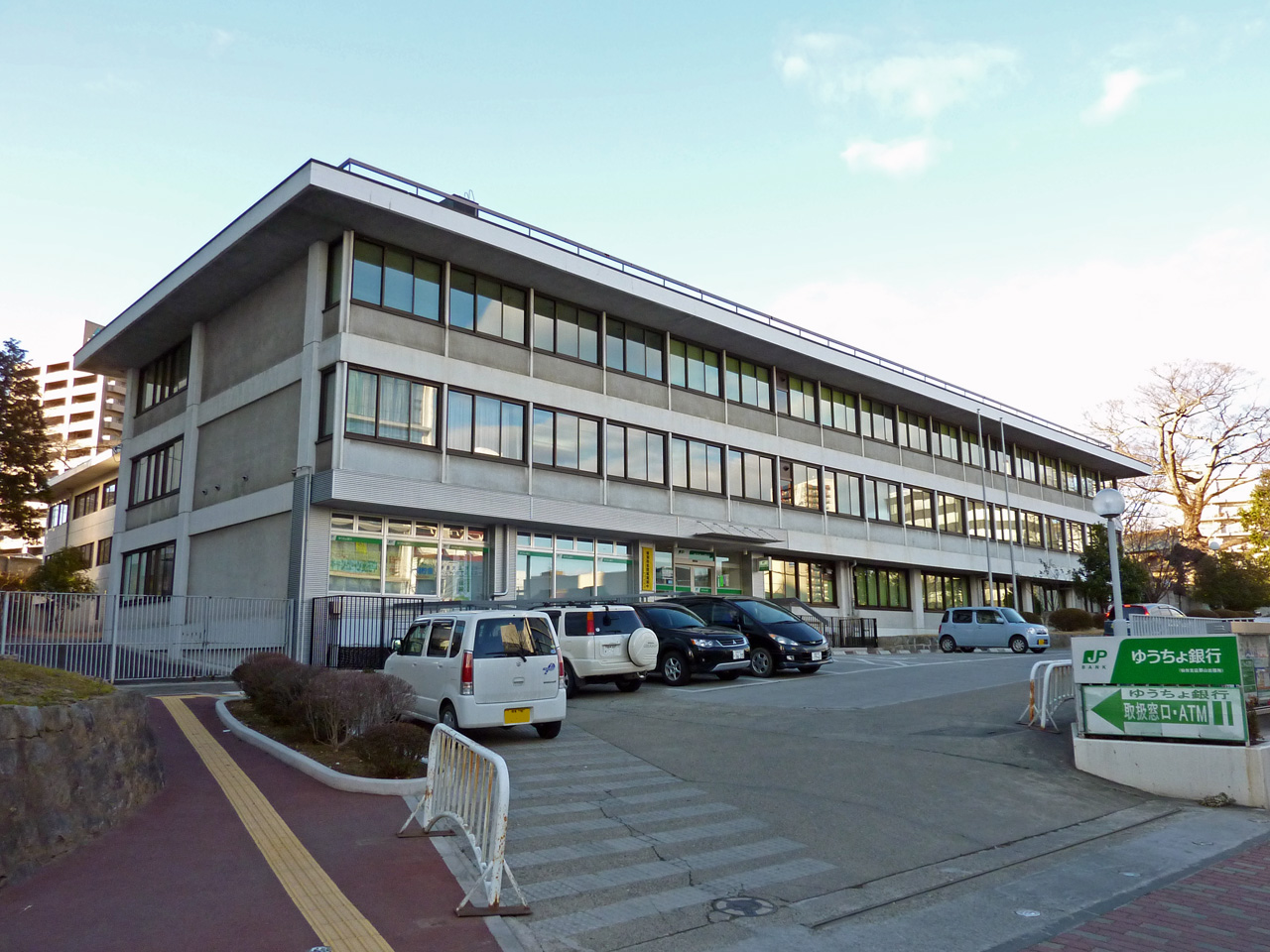
ゆうちょ銀行郡山店。単独店舗の事例。

全国2万4,000か所あまりに上る郵便局内での窓口業務は日本郵便に委託し、委託先の郵便局（簡易郵便局を含む）の貯金窓口は、ゆうちょ銀行の代理店（銀行代理業務・金融商品仲介業務）として業務を行っている。
一部（おもに都市部）では直営店（市中銀行の本店・支店・有人出張所にあたる）を、日本郵便施設の区画をゆうちょ銀行が賃借する（逆に、ゆうちょ銀行の施設に、日本郵便の店舗である郵便局が併設される場合もある）か、日本郵便施設とは独立した建物内で設置・運営している。
かつては、スルガ銀行の個人向けローン（カードローン・住宅ローン）申し込みにあたる銀行代理店業務については、東名阪地域を中心として札幌から熊本まで82の直営店でのみ受け付けていたが、提携解消され、その後は、ソニー銀行とSBI新生銀行の銀行代理店業務としてローンを提供している。
全国6万台に上るATMについても、正式な名称は「○○（統括）支店△△郵便局内出張所」となった。ただし、窓口が設けられている直営店の場合は直営店の正式名称がATMについても正式名称となる。
郵便局内ATMの日常管理業務は直営店では直営店の従業員が行い、それ以外においてはATMが設置されている日本郵便の従業員が業務を受託する形で行う。
インターネットバンキング・テレフォンバンキングは、前身の郵便貯金制度下で提供された「郵便貯金ホームサービス」を踏襲した「ゆうちょダイレクト」という名称でサービスを行っている。申し込みにあたっては、後述の「通常貯金」と「通常貯蓄貯金」については、各通帳の見開きにある「振替口座開設（送金機能）」の欄に○が機械印字されていることが条件となる（振替口座利用者については、特に申し込みの条件はない）。キャッシュカードの有無は特に問われない。
2016年3月6日より、総合口座利用者を対象にした「ゆうちょダイレクトプラス」のサービスを開始し、同サービス利用者については、通帳の発行を行わない形をとることになった。従来からの「ゆうちょダイレクト」も引き続き提供される。
ほとんどの直営店が、郵便局を併設している形をとっているが、2012年7月末時点で、秋田店と郡山店の2か店のみいずれの形でもなく、単独拠点となっている。
これらによる地方ネットワークの強さを象徴する出来事として、2009年夏の『コミックマーケット76』において会場の東京ビッグサイトに当時設置されていたゆうちょATMの残金がなくなってしまうというものがあった。ある銀行関係者は｢コミケには地方からの参加者が多いがゆえゆうちょに集中したと見ている｣といい、実際併設されていたみずほや三菱東京UFJのATMでは同様のトラブルはなかった。

## 沿革
- 2006年（平成18年）9月1日 - 株式会社ゆうちょが民営化準備会社として設立。
- 2007年（平成19年）10月1日 - 商号を株式会社ゆうちょ銀行に変更し営業開始。
- 2008年（平成20年）7月22日 - 本店を郵船ビルに移転。これにともない、ゆうちょ銀行単独店舗が3拠点となる。
- 2009年（平成21年）5月7日 - 大阪支店が大阪駅前第1ビル2階へ移転して空中店舗化。同ビル1階に大阪中央郵便局が入居しているため、郵便局側に貯金窓口が設置されず、完全な単独拠点とはならない。また店内の階段で移動可能なため、事実上郵便局に併設されているものとして扱われている。
- 2010年（平成22年）4月1日 - 旧公社支社単位に設置された統括店の総務部および営業企画部の機能を、新設の「エリア本部」に移管[26]。
- 2011年（平成23年）10月27日 - 全国銀行協会に「特例会員」として正式に加盟[9]。
- 2012年（平成24年）7月17日 - 本店をJPタワーに移転。
- 2013年（平成25年）9月17日 - 博多店の再開発にともない、仮店舗へ移転。
- 2015年（平成27年） 
  - 6月末から運用資産に占める日本国債の割合が50%を割り込み、49.2%へ。6月と9月にゴールドマン・サックス証券から運用部門の人材を採用[27][28]。10月1日に元GPIF幹部も採用[29]。その後も、外部から人材を採用[30][31][32][33][34]。
  - 11月4日 - 東京証券取引所市場第1部に株式上場[2]。
- 2016年（平成28年）
  - 4月4日 - 親会社の日本郵政がファミリーマート（2016年9月より、ユニー・ファミリーマートホールディングス）との業務提携を締結し、ゆうちょ銀行関連については、当社のATMに関して、旧am/pm前身の店舗に設置されていたアットバンクから転換した拠点への設置にとどまっていたところから、それ以外のファミリーマート店舗（2016年9月以降ファミリーマートが運営する各ブランドの店舗を含む）にも、同様のタイプのゆうちょ銀行ATMを一部設置拡大していく方針が明らかにされた。
  - 6月21日 - さいたまスーパーアリーナにて上場後初の株主総会を開催。
- 2018年（平成30年）
  - 2月9日 - プライベートエクイティファンドの運用を行うJPインベストメント株式会社を設立[35]。
  - 11月 - 本社を大手町プレイスへ、登記上の本店をJPタワーへそれぞれ移転[36]。
- 2019年（令和元年）10月1日 - ソニー銀行を所属銀行とする住宅ローン媒介業務を開始[37]。
- 2020年（令和2年）
  - 3月2日 - 新生銀行を所属銀行とする住宅ローン媒介業務を開始[38]。
  - 4月1日 - SDPセンター株式会社の商号をゆうちょローンセンター株式会社に変更[39]。
- 2021年（令和3年）5月6日 - 口座貸越による貸付業務、個人向け住宅融資業務（フラット35）、損害保険募集業務を開始[40]。

## 役員
現在の取締役兼代表執行役社長は、日本長期信用銀行出身の笠間貴之。
副社長のうち代表執行役副社長に就いているのは、郵政省出身の田中進と、日本興業銀行出身の矢野晴巳。

### 歴代会長
| 代 | 氏名       | 期間                           |
| -- | ---------- | ------------------------------ |
| 1  | 古川洽次   | 2007年10月1日 - 2009年11月30日 |
| 2  | 川茂夫     | 2009年12月1日 - 2012年9月30日  |
| 3  | 足立盛二郎 | 2012年10月1日 - 2013年6月28日  |

### 歴代社長
| 代 | 氏名     | 期間                           |
| -- | -------- | ------------------------------ |
| 1  | 高木祥吉 | 2007年10月1日 - 2009年11月20日 |
| 2  | 井澤𠮷幸 | 2009年12月1日 - 2015年3月31日  |
| 3  | 西室泰三 | 2015年4月1日 - 2015年5月       |
| 4  | 長門正貢 | 2015年5月11日 - 2016年3月31日  |
| 5  | 池田憲人 | 2016年4月1日 - 2024年3月31日   |
| 6  | 笠間貴之 | 2024年4月1日 - 現在            |

## 各種サービス

### 流動性貯金
- 通常貯金
  - 郵便貯金のサービスを踏襲しており、貯金通帳の発行料・維持料は無料である。ATMでの預け入れ・引き出しには時間帯や曜日に関係なく手数料はかからない。ただし、提携金融機関ATM・CD機の利用は除く。2022年1月17日からゆうちょ銀行本支店や郵便局以外に設置されているATMの時間外利用や硬貨を伴う預け入れ・払い戻しに対して手数料が新設されることになった[50]。民営化前に契約された通常郵便貯金はすべて民営化時に通常貯金に移行された。電信振替や定額・定期貯金の機能がついたものは、「総合口座通帳」（これに相当する民営化前の通帳は郵便貯金総合通帳「ぱ・る・る」）で、この通帳冊子そのものと後述する振替口座（振替貯金）とに限り、「口座」という名称を用いる。
  - 「総合口座通帳」の冊子が発行されるものの、見開きページの「振替口座開設（送金機能）」の欄に機械印字で○がついていないものは、ゆうちょ銀行の定義上は「総合口座」とはならない。 なお、ゆうちょ銀行発足後に新規預け入れをした場合は、特に利用しないことを希望した場合を除けば、「振替口座開設（送金機能）」の欄に機械印字で○がついている状態で「総合口座通帳」が発行される。
  - ただし、厳密に「口座」に相当するのが「振替口座」のみである点は、民営化前と変わっていない。
  - 基本的には、入金なし（0円新規）で新規預け入れすることができる（郵便貯金では新規預入時に10円以上の入金が必要だった）。
  - 通帳の再発行（ほかの金融機関で称される通帳繰越）は、従来は最終ページ（総務省時代以降の通常郵便貯金の記入可能ページは9ページであり、郵政省時代までの縦型オンライン通帳は5ページ目あるいは7ページ目の途中で記入欄がなくなっていた）に記帳が達した時点で可能である。これは通帳の最終ページにも記載されている。なお、民営化前の通帳から民営化後の通帳への「切り替え」に際しては制限はない（これは、担保定額定期貯金の預入をするために必要な作業であるため。したがって、通常郵便貯金の最初のページに1行だけの記帳状態であったとしても切り替え可能である）。
  - 郵政民営化以前は、旧郵便貯金法により通常郵便貯金（郵便貯金総合通帳）は1人1冊までと定められていた[注釈 2]が、郵政民営化以降は2011年12月までは、冊数制限が撤廃され、複数の総合通帳を持つことが可能になっていた。しかし、振り込め詐欺などによるトラブルが絶えないため、再び2012年1月からは、原則として1人1冊となっている[51]。
  - 2013年1月までは、総合口座通帳の冊子は1種類しかなかったが、同年2月より新規に2種類のデザインが追加となったため、以降の新規預入ないし満行再発行の際に、3種類から選択が可能となった。
  - 2016年3月6日より「ゆうちょダイレクトプラス」のサービスが開始され、自動貸付および当座貸越の利用が停止された以外は通帳のある、総合口座扱いの通常貯金（総合口座通帳）とほぼ同じ利用が可能となった[注釈 3]。
    - 既存のゆうちょダイレクト利用者は、ダイレクトのサイト上で切り替えが可能であり、総合口座通帳は保有するが、ゆうちょダイレクトの契約がない場合は、ゆうちょダイレクトを申し込んでからダイレクト上で切り替えるか、窓口でゆうちょダイレクトプラスの申し込みと同時に切り替えるかのいずれかの方法がとれる。
    - ゆうちょ銀行の取引がない場合は、窓口での新規取引の申し込みのほか、メールオーダーで、ゆうちょダイレクトプラスの申し込みとあわせて行うことができる。
      - ゆうちょダイレクトプラスの初回ログインパスワード（確認用パスワードは自動採番で後日通知される）とテレホンバンキングの暗証番号は申込書に記入が必要だが、キャッシュカードの暗証番号は申込書に記入欄自体がなく、キャッシュカード発行手続時に自動採番されるため、カードと暗証番号通知が到着したあとに、自身でATMでの変更を要する。
      - メールオーダーの新規加入の場合、キャッシュカードは、一般のものしか発行できないため、Suicaつきのもの、JP BANKカードないしはゆうちょデビットカードの発行を希望する場合は、ゆうちょ銀行または郵便局の貯金窓口での手続きを要する。
        - Suicaつきのカードは、無論、東日本旅客鉄道の事業エリアとなっている都県所在の拠点での申し込みが必要となる。メールオーダでの申し込み後に発行の申し込みをした場合は、再発行の扱いとなり、手数料が発生する。
        - JP BANKカードの発行申し込みは、簡易郵便局の貯金窓口では不可。

    - ゆうちょダイレクトプラス利用者が窓口での手続きが必要な場合は、通帳が発行されないため、キャッシュカードの提示で行う。
    - また、ゆうちょダイレクトプラス利用者が通帳の利用を希望する場合は、ダイレクトプラスの画面上ではできないため、窓口での手続きを要する。

  - 「振替口座開設（送金機能）」の項目に機械印字で○がついている場合、通常貯金の利用限度額（オートスウィング基準額）を設定する必要があり、設定額を超えた残高には、利息が付与されない（オートスウィング基準額は、後日窓口ないしゆうちょダイレクトで変更可能）。設定額を超過した残高分は、無利息で預け入れが可能。総合口座通帳にセットされる担保定額貯金および担保定期貯金については、この設定はない。 
    - 上述のように、ゆうちょダイレクトでも設定金額の変更が可能となっているため、ゆうちょダイレクトプラスの利用者については、ログイン画面上でも確認できる。そのため、通帳がなくとも設定額の確認は可能である。

  - 決済用普通預金相当の貯金はゆうちょ銀行には存在しないが、通常貯金の「オートスウィング基準額」を0円に設定した場合、残高すべてが振替口座への預り金扱いとなり、一切の利息の付利がなされないため、事実上は、決済用普通預金と同様に利用することが可能となっている。
- 通常貯蓄貯金
  - 残高が10万円以上あれば、通常貯金よりも高い利子がつけられるが、10万円を下回ると通常貯金より低い金利になる（金利情勢により変わらない場合もある）。民営化前に契約された通常貯蓄貯金はすべて民営化時に通常貯蓄貯金に移行された。
  - 送金決済（給与振込や自動引落）先に指定できないが、電信振替の利用は可能。その場合は、通帳の見開きページの「振替口座開設（送金機能）」の欄に機械印字で○がついている必要がある。なお、ゆうちょ銀行発足後に新規預入をした場合は、特に利用しないことを希望した場合を除けば、「振替口座開設（送金機能）」の欄に機械印字で○がついている状態で「通常貯蓄貯金通帳」が発行される。
  - その他の点については、通帳印字ページのフォーマットなどを含め通常貯金とほぼ同じ[52]。「通常貯蓄貯金通帳」の取引の記帳面も、7ページで民営化前の総務省名以降の通帳と同じである。
  - ちなみに、ゆうちょダイレクトプラスの対象外となっているため、無通帳での取引は不可である。
  - 「振替口座開設（送金機能）」の項目に機械印字で○がついている場合、通常貯蓄貯金の利用限度額（オートスウィング基準額）を設定する必要があり、設定額を超えた残高には利息が付与されない（オートスウィング基準額は、後日窓口ないしゆうちょダイレクトで変更可能）。設定額を超過した残高分は、無利息で預け入れが可能。
  - 商品の性質上、意味がない状態となってしまうが、例として、定期貯金や定額貯金の貯金残高が多いために、通常貯金（預り金となっていない残高分）などを含めたトータルでの残高が1,300万円の限度額をオーバーする可能性などがある場合は、「オートスウィング基準額」を0円にして、通常貯蓄貯金の残高に対する利息の付利がない状態とすることも、制度上は可能である。
- ICキャッシュカードは、通常貯金と同一のものを採用しているため、エンボスレスで印字される記号番号と発行年月の部分以外では、区別ができない。ただし、Suicaつきのカード（かつて発行されていたEdyつきのカードも同様）も通常貯蓄貯金で選択可能であるため、一方をSuicaつき、一方をSuicaなしの形で発行すれば、一定の区別は可能。
- 振替口座

なお、「振替貯金」という用語は、振替口座の残高たる預り金を指し、厳密には貯金ではない。
通常貯金と通常貯蓄貯金に設定された、「オートスウィング基準額」を超過した金額分（通帳の残高欄の2行にわたって印字されているうち、括弧書きで別途印字された金額分）も振替貯金に相当するため、括弧内の金額については、法律で定める預入限度額（2016年4月時点で1,300万円）超過の対象外とされる。
- ゆうちょボランティア貯金
  - ゆうちょ銀行が2008年10月1日に開始した、通常貯金ないし通常貯蓄貯金に付与される利息の20%分を、独立行政法人国際協力機構を通じて、「国際協力（全般）」または「国際協力（環境）」のいずれかから選択した先に寄付するというもの。
  - 郵便貯金にあった「国際ボランティア貯金」との関連性はない。
    - 民営化前に国際ボランティア貯金を利用していた場合も、利用（事実上の利用再開）を希望する場合は、サービス開始後に改めて申し込む必要がある。
    - 寄付割合は20%で固定されており、国際ボランティア貯金のように寄付割合は選択できない。

  - 「国際ボランティア貯金」のように、一般の通常貯金とゆうちょボランティア貯金が別枠での利用となっているわけではないため、専用の冊子がないことと、2012年以降に原則1冊での取引を要請しているため、ゆうちょボランティア貯金の利用を理由に、ボランティア貯金の付加のない通常貯金と別枠で取引を始めることは基本的にはできなくなっている。
    - 逆に、2冊以上の通常貯金がすでにある利用者が、2以上の通常貯金でゆうちょボランティア貯金を利用することは可能。

  - 通常貯蓄貯金での利用も可能。こちらも取引冊数の扱いは通常貯金のケースと同じ。
  - 通帳の見開きページにある「銀行使用欄」には、「ボランティア」と機械印字される。
  - 通常貯金および通常貯蓄貯金の利息の寄付の点を除けば、一般の通常貯金および通常貯蓄貯金とほぼ同一の商品性となっている。

#### デビットカード
- J-Debit
  - すべての総合口座キャッシュカードで利用できる[53]（この機能は新規口座開設時に「利用しない」に変更することができる）。
- mijica
  - 2017年1月、地域版VISAプリペイドカードとして発行[54]。2019年1月、クレディセゾンと提携しデビットカード機能を付加。「ゆうちょ Visa デビットカード（プリペイド機能付き）」にサービス名称変更[55]。2022年7月、サービス終了[56]。
- ゆうちょデビット
  - 2022年5月、三井住友カードと提携し、新規発行開始[57]。
  - 2色から選択可能（選択がなかった場合は原則ブラックが発行される）。
  - JP BANKカードと排他的利用（事前のJP BANKカード解約を要する）となり、一つの通常貯金に付き一方しか所有できない。
  - ゆうちょICキャッシュカードSuicaもしくはゆうちょICキャッシュカードEdyを所有している場合、ゆうちょデビット申込みから1ヶ月ほどで、SuicaないしはEdyの機能が停止される（ICキャッシュカードとしては引き続き利用可能）。

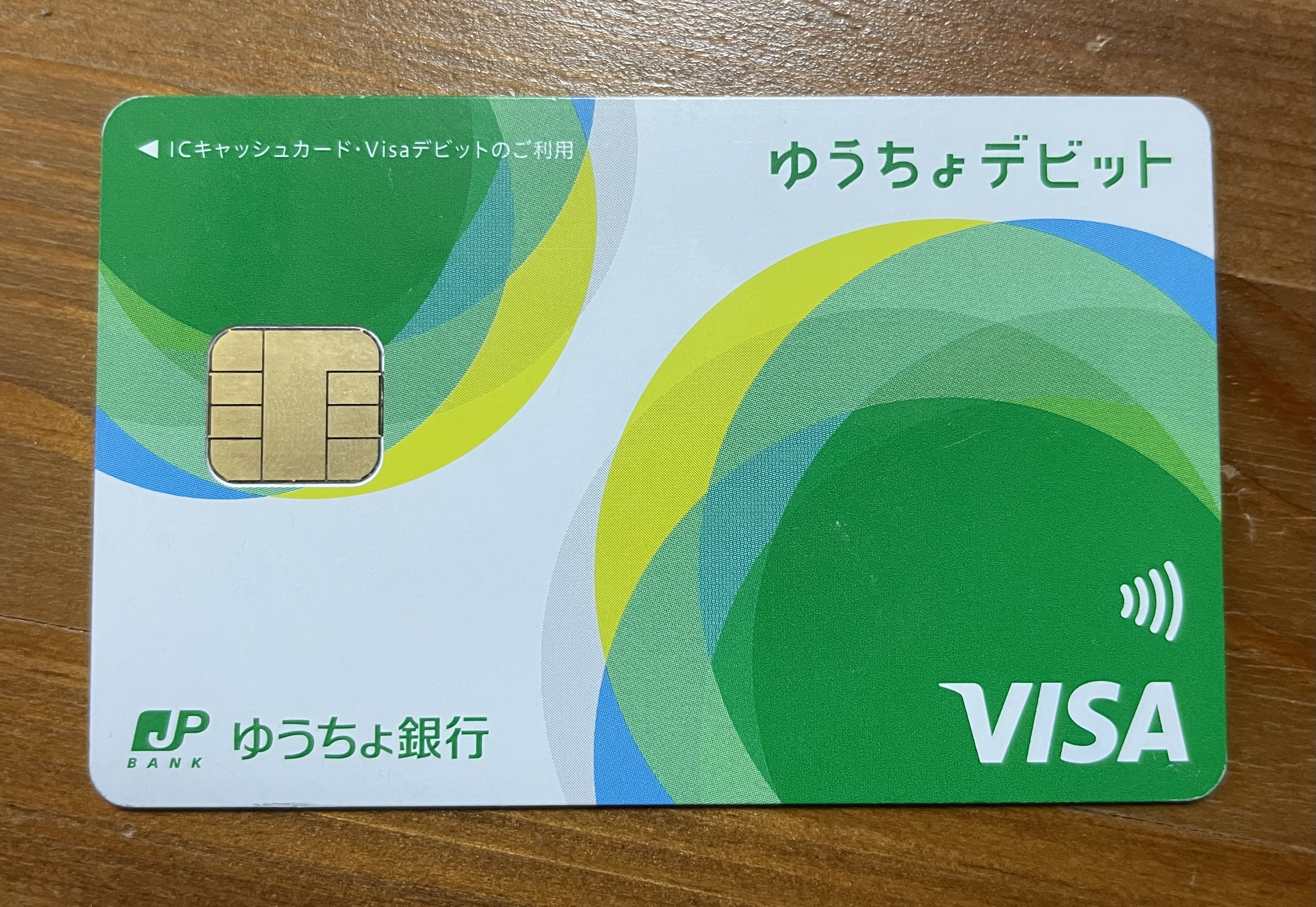
ゆうちょデビット（ホワイト）の表面（キャッシュカード機能付き）

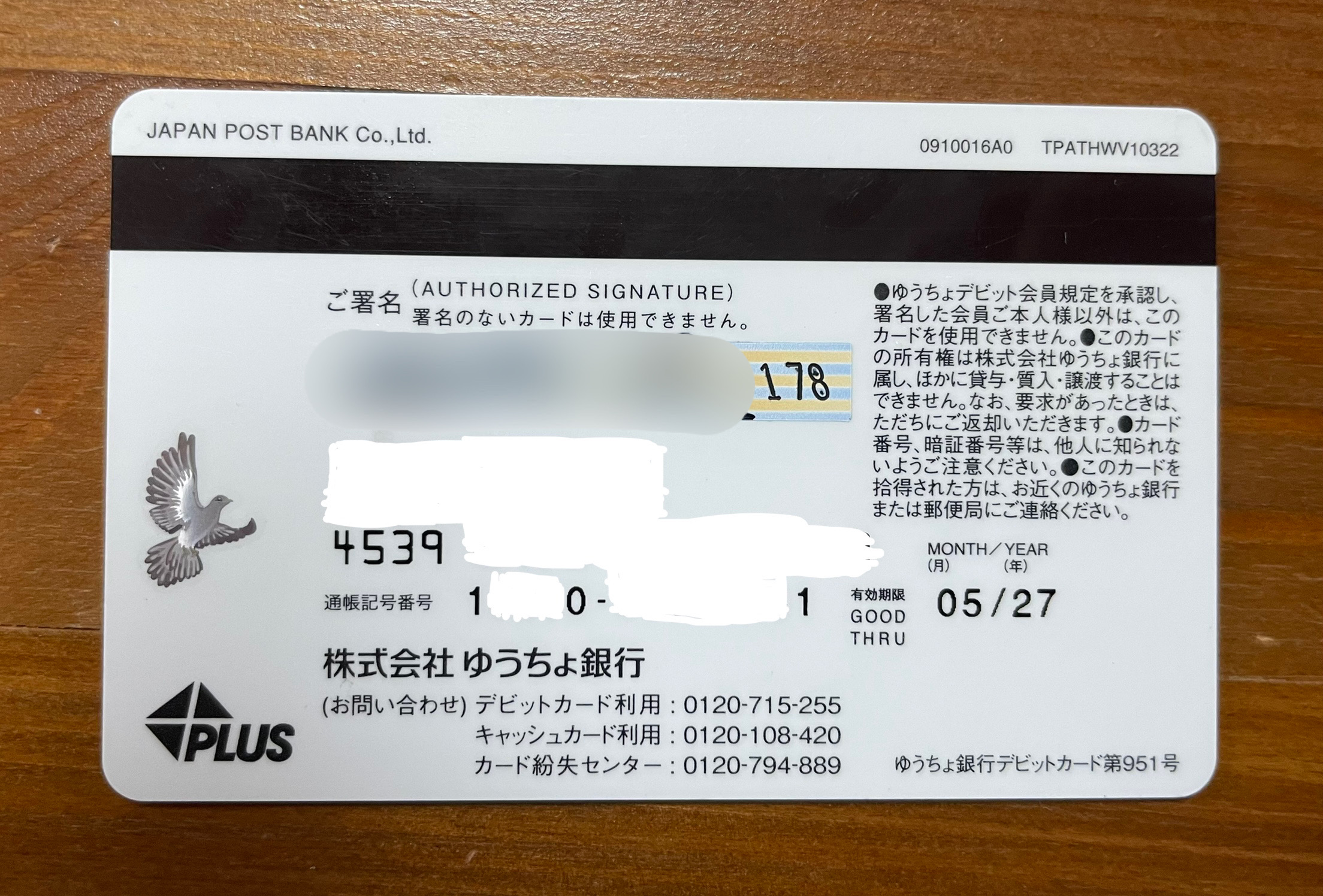
ゆうちょデビットの裏面。カード番号等はこちらに記載されている

### 定期性貯金
- 定額貯金
  - 10年満期の半年複利、固定金利。預入後、半年後から3年までは半年ごとに利率が異なる。預入金額は1,000円以上1,000円単位。口数を1,000円・5,000円・1万円・5万円・10万円・50万円・100万円・300万円の8種類の中から整数倍になるように選択する（例 : 1万円の預入なら1,000円10口、5,000円2口、1万円1口から選択できる）。据え置き期間の半年を過ぎればいつでも解約できるのが特徴。口数単位で分割払い戻しも可能。通帳に表示されている金利は3年以上預入した場合のもの。そのため、少し金利が上昇するたびに頻繁に預け替えを行うと、実質の利回りが低下する場合もある。満期後は通常貯金の利率が適用される。満期振替を選択すれば満期後、リンクしている通常貯金に元金と利子が自動的に振替預入される。ゆうちょダイレクトでの取り扱いは不可。
- 担保定額貯金
  - 総合通帳にセットで預入する定額貯金。口数が自動で最大の金額になり指定できない（100万円であれば100万円1口、55万円であれば5万円11口）、分割払い戻しができないことを除けば定額貯金と同じ。原則、満期時は元金と利子が通常貯金へ自動的に振替預入される。貯金担保自動貸付けの対象。ゆうちょダイレクトでの取り扱いも可能。
- 定期貯金
  - 1か月・3か月・6か月・1年・2年・3年・4年・5年の期間であらかじめ預入期間を指定する。基本的に利率は期間が長いものほど高くなるが、低金利の場合、特に短い期間では差がないことも少なくない。1年以下は単利。2年については1年経過時に利子を元本に組み入れるか、通常貯金で受け取るか選択する。3年以上は半年複利。満期後、同条件で自動継続することもできる（最長10年まで。10年を越える場合はその継続分が最後になる）。その際に利子を元本に組み入れる元利継続と通常貯金で受け取る元金継続のどちらかを事前に選択する。満期振替を選択すれば満期後、リンクしている通常貯金に元金と利子が自動的に振替預入される。定額貯金と異なり、分割払い戻しはできない。ゆうちょダイレクトでの取り扱いは不可。
- 担保定期貯金
  - 総合通帳にセットで預入する定期貯金。満期時に満期受取が指定できない点（元金継続、元利継続、満期振替のみ）を除けば定期貯金と同じ。貯金担保自動貸付けの対象。ゆうちょダイレクトでの取り扱いも可能。
- 自動積立定額貯金
  - 定額貯金を普通貯金から毎月一定金額引き落とし、自動で積み立てる貯金。6年までの期間を指定する。特別月も指定でき、ボーナスが出る月だけ多く、といった利用が可能。通常貯金1口座あたり、自動積立定期貯金と合わせて5件まで設定できる。積まれる定額貯金については、前述の定額貯金と同じ。
- 自動積立定期貯金
  - 積み立てる貯金の種類が定期という点を除けば、前述の自動積立定額貯金と同じ。
- 満期一括受取型定期貯金
  - 基本的な仕組みは前述の自動積立定期貯金と同様であるが、最終積立月の翌月の応答日に自動的に利息を含めた全額が引き落としを行っていた普通貯金に一括して預入される点が異なる。
- ニュー福祉定期貯金
  - 障害基礎年金、遺族基礎年金などを受給している預金者のみを対象とする通常の1年定期の金利に1%の金利を上乗せした定期貯金。公的年金受給資格を持たない1926年4月1日以前生まれの在日外国人も利用可能。預入時毎に対象資格の有無を確認する必要があるため自動継続扱いにすることができない。
- 財産形成定額貯金
  - 給与やボーナスから天引きで3年以上継続して積み立てる貯金。定期性貯金の預入限度額とは別枠で550万円まで積み立てることが出来き、原則として預入日から1年間は払戻しすることが出来ない。利用には勤め先の事業所とゆうちょ銀行との間で契約が必要だが、転勤後の事業所でも契約が行われている場合は住所変更等の処理のみで継続が可能。

### 貸付け
郵政民営化法により完全民営化までは貸付・手形割引業務を行うにあたり、内閣総理大臣と総務大臣の認可が必要となっており、郵便貯金を引き継いだ担保貸付以外の融資業務は事実上凍結された状態になっているが、2017年3月に個人向け無担保融資のサービス開始を総務省と金融庁に申請し、2019年の業務開始を予定している。
なお、ゆうちょ銀行となってからは、「財産形成貯金」を除き総合口座と紐付けされていない「定額・定期貯金証書の定額・定期貯金」「国債等振替口座証書」を担保とした貸付は行われていない。ただし、独立行政法人郵便貯金簡易生命保険管理・郵便局ネットワーク支援機構（郵政管理・支援機構）へ承継された、2007年9月30日以前に預入れした定額・定期郵便貯金、積立郵便貯金などは同機構の「郵便貯金担保貸付（ゆうゆうローン）」制度の対象であり、代理業者であるゆうちょ銀行・郵便局貯金窓口で引き続き貸付けを受けることができる。ただし、2016年3月に開始された、総合口座通帳が不発行となるゆうちょダイレクトプラス利用者は新規の自動貸付は利用不可となっている（切換前になされていた自動貸付は、引き続き利用可能だが、貸付残高の増額はできない）。
貯金担保自動貸付け
総合口座の通常貯金残高を上回る払戻し請求が行われた際、担保定額貯金・担保定期貯金の残高を担保として、残高の9割・1総合口座につき国債等担保自動貸付けと合算で最大300万円まで自動的に不足額を融資する（預金取扱金融機関の総合口座当座貸越と同じ）。貸付金利は担保定額貯金が預入利率+年0.25%、担保定期貯金が預入利率+年0.5%。
貸付高は通常貯金残高のマイナス部分となり、通常貯金口座への預入で弁済され、通常貯金残高がプラスとなる場合は今までの貸付利息が引き落とされる（通常貯金口座に預入弁済の結果、残高がマイナス状態でも貸付利息が引き落とされる場合がある）。郵政民営化以前に預入し、郵政管理・支援機構へ承継された担保定額・定期郵便貯金についても担保対象となる。
貸付期間は1年で期間内に満期を迎える（自動継続の定期貯金を除く）場合および貸付期限を超過した場合は、担保定額・定期預金が自動解約され法定弁済となる。担保貯金の担保差し入れ順位・詳細な貸付条件については公式サイトを参照のこと。
国債等担保自動貸付け
総合口座の通常貯金残高を上回る払戻し請求が行われた際、総合口座に組み入れた「国債等振替口座（いわゆる公共債保護預かり口座）」の日本国債を担保として、残高の8割・1総合口座につき担保貯金自動貸付けと合算で最大300万円まで自動的に不足額を融資する（預金取扱金融機関の総合口座当座貸越と同じ）。担保貯金自動貸付けがある場合はその貸付可能額を超過した部分で自動貸付けとなる。
貸付高は通常貯金残高のマイナス部分となり、通常貯金口座への預入で弁済されるが、貯金担保自動貸付けと併用している場合はこちらの貸付額に充当される。通常貯金残高がプラスとなる場合は今までの貸付利息が引き落とされる。
貸付期間は1年間で、期間内に償還する担保国債などがある場合はその償還日の7日前となる。貸付期限を超過した場合はゆうちょ銀行が国債を市場価格で買い取り、法定弁済となるが、売却損が発生する場合もある。貸付利率は1年定期貯金の利率+年1.7%。
財産形成貯金担保貸付け
郵便貯金の「ゆうゆうローン」制度の内容を唯一踏襲している。
ゆうちょ銀行の財産形成貯金および郵政管理・支援機構へ承継された財産形成郵便貯金の残高を担保として、預入元本と利息を加えた金額の9割以内でかつ300万円以内の金額で1,000円以上1,000円単位の金額の貸付を、窓口で当該通帳（財形住宅・年金は保管証）を提示し貸付手続きすることで受けることができる。
貸付期間は最高2年。1回限りの貸付更新をすることで最長4年間借り続けることができたが、更新日または満期日までに返済をしない場合は担保とされた郵便貯金は自動解約され、貸付金と利息が法定弁済される。返済回数は貸付申込時に1 - 4回の範囲で設定することが可能。

### 振替
郵便振替の送金・決済機能を承継したもので名称は「振替」としている。
郵便振替法に基づく制度ではなく、従前の郵便振替口座は、ゆうちょ銀行独自のサービスのひとつで、全銀システム上は、当座預金扱いとなる「振替口座」として扱われているが、本来の当座取引の要である手形は扱っていない。
資金の受け払いなど、送金・決済関係を含有したサービス群となっている。振替口座の預り金にあたる「振替貯金」は決済性貯金として扱われているが、厳密な意味での「貯金」とは別物であり、また、一般の金融機関における「当座預金」や「決済用普通預金」とは、性質を異とする。印鑑登録は、加入者払込店用と加入者払出店（または、加入者小切手払出店）用のものをそれぞれ2通作成し、原簿所轄の貯金事務センター保管分と払込店・払出店での照合用とされていたが、2017年1月4日より、通常貯金などと同様、ホストコンピュータに登録する形に変更された。
2008年9月下旬以降に新規加入となった振替口座については、後日送付される開設通知の中に、名義人のカナ表記と全銀システム上の口座番号もあわせて通知される。通知には、払込店・払出店も表示される。また、開設通知は課税文書の扱いを受けるため、民営化後に振替口座が開設された場合は、開設通知中に「印紙税申告納付につき麹町税務署承認済」の表示がされている。
2014年のCTM入換実施にともなって新調された振替口座の開設申請書では、加入者控に振替口座の記号番号が機械印字される欄が設けられ、即時発番対応の店舗では、記号番号が控に印字されるようになった（これまでは、専用の用紙に手書きで書かれたものが渡されていた）。ただし、利用可能となるには、元簿を所轄する貯金事務センターから開設通知が送付されてからとなる点は変わりはない。
民営化前を含むそれ以前の加入通知では、全銀システム用の口座番号はもとより、カナ表記がなされていなかったが、全銀システムの関係上、カナ表記を割り当てる必要があったため、サービス開始前に全銀システム用の口座番号が圧着ハガキで通知されることになった際、カナ表記も通知され、特に法人名に関しては、表記変更が必要か否か（「カフ゛シキカ゛イシヤ」を「カ）」などの略称標記にする必要があるかなどを含む）の確認（変更の場合は、要届出となった）も要請されていた。
- 振替口座 - 通常振替
- 自動送金（総合口座通常貯金限定）
- 通常払込み - 払込票
- 公金払込み
- 電信払込み
- 電信現金払
- 通常現金払
- 簡易払
- 小切手払
- 自動払込み（通常貯金）
- 電信振替（振替口座間での電信送金。郵便貯金では「ひとっとび送金」の愛称が用いられた）
- 振込（全銀ネット加盟他金融機関口座間との受け払い）
- 自動振込
- 給与預入（通常貯金）
- 年金自動受取り（通常貯金）

### 為替
郵便為替を承継したサービス。郵便為替法を根拠としたものではなく、ゆうちょ銀行独特の送金手段として展開している。
- 普通為替
- 定額小為替

### 投資信託
- ゆうちょ銀行は当面の間は貸付業務を行うことができないため、収益確保の大きな柱として「投資信託」の販売に力を入れる方針である。ただ、金融商品取引法の施行にともない顧客に対して十分な説明が必要となるなど、規制が強化されることから今後どれだけ顧客を安定的に増やすことができるかが課題となっている。
  - ちなみに、郵便貯金のマスコットキャラクター「ユウちゃん・アイちゃん」は民営化により廃止となったが、投資信託のマスコットキャラクター「ますますくん」は民営化以降も引き続き使用されている。旧日本郵政公社では「郵便局の投資信託」のネーミングであったが、ゆうちょ銀行では単に「資産運用」とネーミングされている。
- 同行直営店で購入した投資信託は購入した店舗が取扱店となるが、郵便局で購入した投資信託はどこの郵便局で購入しても、ゆうちょ銀行の本店が取扱店となる。取引報告書には本店（○○郵便局）と記載される。
- 同行では、野村アセットマネジメント・日興アセットマネジメント・アセットマネジメントOne（旧：DIAMアセットマネジメント）・三井住友トラスト・アセットマネジメント・大和アセットマネジメント・フィデリティ投信・ゴールドマンサックスアセットマネジメント・三菱UFJ国際投信・（旧）新光投信が運用する投資信託を販売している。また、一部のファンドはインターネット（投信ダイレクト）のみでの取り扱いのため、ゆうちょ銀行直営店・郵便局窓口では取り扱わない。

### 給与の受取り
ゆうちょ銀行の通常貯金による給与受け取りは、もとは郵便振替を利用した送金制度のため、雇用者は郵便振替口座を用意のうえ次項の方法で被用者が指定する通常貯金へ「給与の預入」指示を行う必要がある（送金手数料は無料）。
そのため、成り立ちから官公庁・公共団体や日本郵政関連の企業では取り扱いが多いものの、メインバンクが銀行など預金取扱金融機関（系統金融機関を含む）である民間企業は、出納口座から預貯金口座への給与振込とは別段で事務作業や資金移動を行う必要があるため、通常貯金での給与受け取りは不可としている場合がある。
2009年1月からの全銀ネット接続により、支店名と口座番号での銀行振込による給与受け取りが可能となったが、雇用者側の振込手数料（企業の出納口座と振込先が同一金融機関の場合は廉価であるなど）などの関係などから依然として対応しない場合がある。

### 振替データの送付手段
給与預入・自動払込等のデータを貯金事務センターに送付する方法は、
- FDやCMT（狭義のMT）あるいはDVD媒体を郵便局やゆうちょ銀行の窓口経由で貯金事務センターに送付する方法（持ち込み）
- パソコンからダイヤルアップ接続方式によりデータを伝送する方法（振替MT伝送サービス）
- 帳票を窓口経由で送付する方法（民営化の際に廃止）

が選択できる。ほかの大手銀行で一般的となっているインターネットによるデータ送付などは、現行システム構築時期が古いため採用していなかったが、のちに、日立製作所のインターネットバンキングのパッケージであるFINEMAXを利用した振替MTインターネット伝送サービスが開始されている。
しかし、従来の振替MT伝送サービスの場合は、新型パソコンでは標準装備されることが少なくなったFDドライブを外付け方式などで増設したり、データ伝送のためのアナログ回線モデムを増設したりする必要がある。データ伝送の場合はアナログ回線が必要のため、データ伝送を使用する利用者は完全に光回線に移行できないなどの弊害がある。
最近（2012年6月20日現在）では、送金・決済サービスのデータ提出方法（FD・CMT・DVD・伝送など）に振替MTインターネット伝送が追加されている（前述）。
2016年現在、貯金事務センターへのデータの送付は、データを入力したDVDを送付するか、従来からの振替MT伝送サービスか振替MTインターネット伝送サービスかのいずれかのみ新規に受け付けており、フロッピーや磁気テープの貯金事務センターへの送付によるデータ渡しは、新規受付を行っていない（既存の契約者は、当面継続利用可能）。

### 外国為替・外貨取り扱い
- 国際送金
- 外貨両替（取扱終了）[59]
- トラベラーズチェック（取扱終了）[60]

### その他
- 確定拠出年金
- 自動払出預入
- スルガ銀行個人専用支店（旧：ゆうちょ専用支店）の銀行代理業務（新規扱終了済）
- ソニー銀行およびSBI新生銀行の銀行代理業務
- 国債

## 不祥事
- 2019年9月13日、高齢者に販売する投資信託で、社内規定に違反した不適切な契約が2018年度に計1万9591件あったと発表している[61]。

## ATM

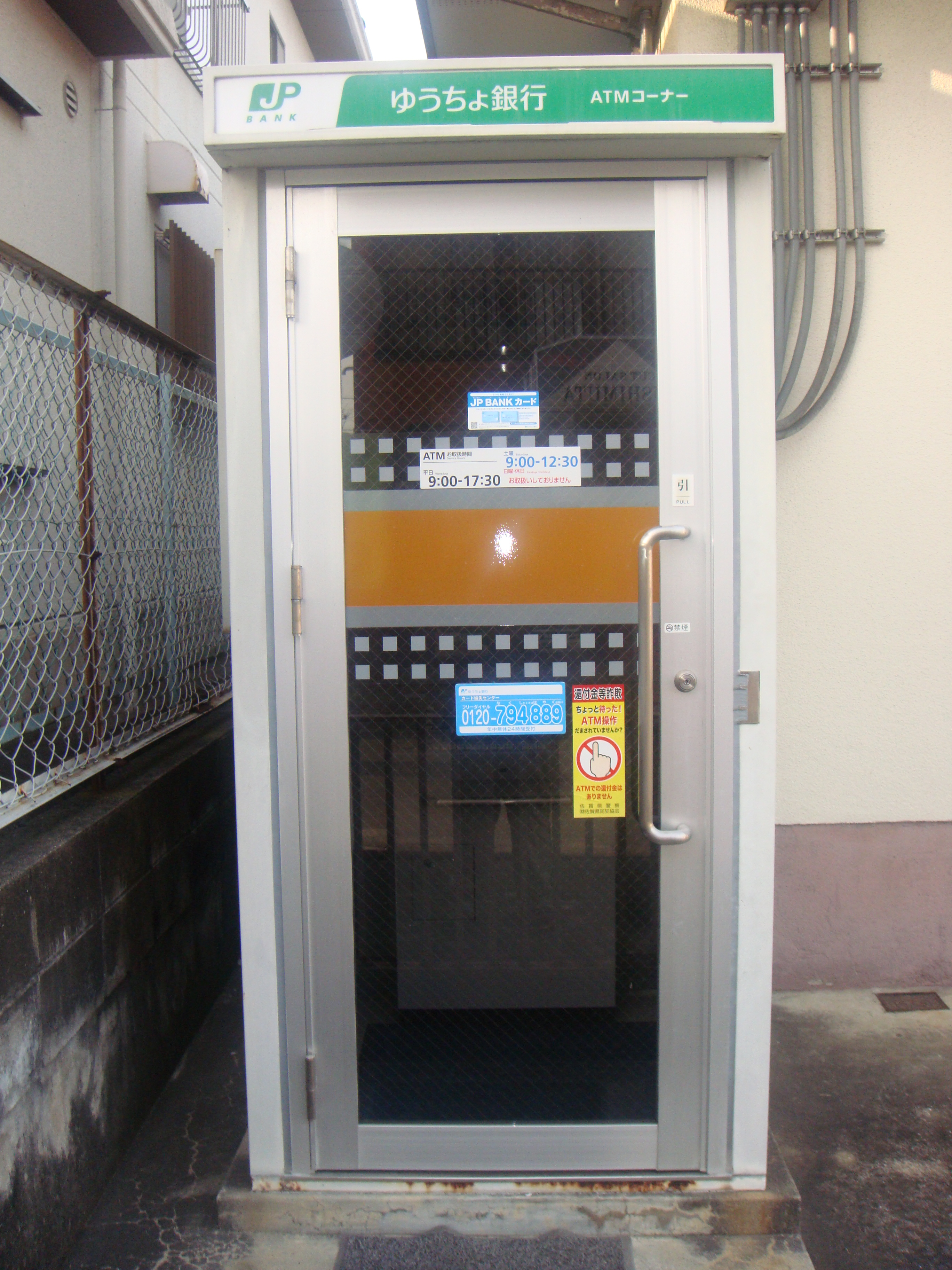
大町東郵便局に設置されているATMPのATM

前身である郵便貯金時代にATMが導入された当初は、アイボリー色に塗装された筐体が採用されていた。1990年代後半より、灰色の筐体のもの（液晶タッチパネル付）に置き換えが進み、2006年（平成18年）から白い筐体のタイプが導入された。ICキャッシュカードに登録された指静脈による生体認証に対応している。灰色の旧タイプのものでも、生体認証機能付に改造されたものがある。画面が小型のものは全国銀行データ通信システム（全銀システム）接続までに白い筐体の機種に置き換えられた。
- 郵便貯金時代よりすべてのATMにおいて、数字ボタンが取りつけられている（視覚障害者やボタンによる操作を希望する層への対応）。ほかの金融機関の場合、ボタンのないタッチパネルのみの機種が多く、障害者への配慮は進んでいるといえる。画面に表示されるキーに触れて入力することもできる。また、音声による案内も標準装備となっている。英語による音声案内も選択できる。
- 2017年（平成29年）1月4日より全国一斉に、ATMの画面が文字やボタンのサイズを大きくして見やすくなったカラーユニバーサルデザインに沿ったデザインへと切り替えられた[62]。
- 仕様の違いにより、ATM・ATMC・ATMJ・ATMP・ATMSといったタイプが存在する。郵便貯金時代には、払戻専用のCD（キャッシュディスペンサー）も多かった。CDはカードのみの取り扱いで、ATMよりも小スペースで設置できたが、同じスペースで設置できる小型のATM（後述のATMJさらにATMS）に置き換わり姿を消した。

ATM
標準型。筐体は大きい。ページ最終行に印字し、続けて印字する場合は、縦型、横型どちらの通帳であっても自動的にページをめくる機能がある。
ATMC
カード専用機（Cは「カード」の頭文字）。コンビニATMと同様にカードでの預入れや電信送金・振込に対応しているが、通帳（定額定期貯金預入れ含む）・払込書には非対応。省スペースのため大都市部など現金預け払いの需要が大きなATMコーナーに設置されている。2014年冬以降に関東・関西の一部ファミリーマートにコンビニATM型の機種（沖電気工業のCP21Z）が導入されている。
ATMJ
やや小型のタイプ。横型通帳（横幅が狭い）を使用するときは左側に寄せて挿入する（ほかの機種は右側に寄せて挿入する）。この機種は縦型、横型いずれの通帳においても、ページをめくる機能がない。したがって、通帳記入の途中でページ最終行に印字するといったん排出され、「次のページを開いて入れ直して下さい」と音声案内が流れる。以前は比較的小規模局を中心に配置されていたが、最近はATMを更新するときにATMJ（または小型化したATMP）に置き換えるケースも見られる。
ATMP
払込書による通常払込みの機能付タイプ。同時に硬貨によるゆうちょ銀行口座の入出金も取り扱う（Pは「ペイメント（払込）」の頭文字）。
ATMS
ATMJよりさらに小型（薄型）のタイプである（Sは「スモール」の頭文字）。
APM
払込書による通常払込み・振替をはじめ、電信振替の受付と残高照会のみに特化したタイプ。現金で入金できるほか、ゆうちょ銀行のカードを使って、通常貯金から払戻す形で、払込金に当てることができる。導入当初は大規模郵便局などに設置されていたが、のちに払込み機能を搭載したATMPの出現により、設置拠点は大幅に減少している。
- ベンダーは2000年代より日立チャネルソリューションズ（従前は日立製作所とオムロンで、日立オムロンターミナルソリューションズによる合弁化を経て現在は日立製作所の100%子会社）と沖電気工業の2社となっている。郵便貯金時代は富士通フロンテックや東芝（沖電気工業へ事業譲渡）製も存在していた。前身が公共事業体のためベンダー名の表示は控えめであり、エンドユーザーからは見えにくい操作部の真下や側面に表記されている。
- 店外ATMには「払込書による通常払込」と「硬貨の取扱」をしないという2つの原則がある。
- 郵便貯金時代の2005年（平成17年）から「明細票」の「発行する・しない」を選択できるようになった（それまでは必ず発行されていた）。預入時の取引明細書には現在、預入金額の印字をすべて省略している（提携金融機関のカードを利用した場合も同様）。ただし、以下の場合は必ず発行される。
  - 通常貯金、通常貯蓄貯金で通帳未記入の預払が15行分以上ある場合（未記帳が16行目以降）の預入、払戻
  - 送金など（取扱内容が明細票に印字される。通常払込の場合は払込票の右側部分が転写されるが文字などが潰れて転写されることが多い。電信振替の場合は、振替先の記号番号のみ印字される）
  - 提携金融機関の口座についてのすべての取引（残高照会を含む。また取引時刻もあわせて印字される。ただしファミリーマート設置分は基本的に明細票の発行要否を選択可能）
  - 通帳記入において、未記帳の取引がなかった場合
  - 通常貯金、通常貯蓄貯金で、通帳記入ができない状況での取引（未記帳行の現在高の欄にかかるように書き込みをしたり汚したりすると、記帳済み最終ページ・行の認識で誤作動を起こし、コンピュータで管理している記帳済み最終ページ・行と一致しないためにエラー扱いとなってしまう。あるいは、記帳最終行の現在高の欄で、印字インクがかすれてしまった場合も、同様の誤作動を起こすことがある）
- 金額の入力方法によって、払い戻す紙幣の券種を指定できる。たとえば2万5,000円を一万円札1枚と千円札15枚で払戻したいときは「1万15千円」と入力する。あわせて一度に紙幣100枚まで払戻できる。通常は引き出しの際に「千円札100枚、万円札100枚まで出せる」という表示が出るが、数字がそれより少ない場合は引き出せる紙幣がその枚数しかないことを示す[注釈 4]。
- 地元地方銀行・第二地方銀行などとの提携が必要ないため、地銀などとの提携ができない自治体でも導入することが可能である。
- 近年、キャッシュカードの不正使用の増加が社会問題化しており、民営化実施前である2006年（平成18年）5月22日からは不正払戻し対策の強化を図るため、預金者からあらかじめ利用上限額の変更の申し出がない限り、通常貯金・貯蓄貯金の通帳・カードを自動機で使用した場合の現金引出、払込・振替およびデビットカード利用における払戻限度額を、1日あたりあわせて50万円までに定めた。これには提携銀行などを利用した払い戻が含まれ、郵便局窓口による払い戻しおよび郵便貯金ホームサービス（現在のゆうちょダイレクト）による送金は含まれなかった。なおこれに先立って2006年（平成18年）1月4日より、当該金額は1日あたり合計200万円までに制限されていた。
- 生体認証対応のATMでは、一部の金融機関の「指静脈情報」による生体認証登録済みのICキャッシュカードの利用については、暗証番号のほかに「指静脈情報」による認証も必要となる場合がある（磁気カードと同様に、各提携金融機関所定のATM利用手数料が必要）。また、生体認証登録済のゆうちょICキャッシュカードを、一部の提携金融機関の指認証装置つきIC対応ATMによっては「指静脈情報」による認証も必要となる場合がある[63]。
- ATMの維持コストは年間約350万円であり、郵政民営化で1台あたりの年間利用回数が3万5,000回未満（単純計算して1日あたり約100件）の店外ATMは撤去・廃止という基準を設けている（いわゆる350件ルール）[64][65]。そのため、地方や都市部でも立地条件が悪いATMの統廃合が民営化実施前から始まっており、今後も行われる可能性がある。
- 正月三が日である1月1日 - 1月3日のATM利用については、民営化以前は郵便貯金オンラインシステムにおける保守・整備などのために休止されてきたが、民営化後のゆうちょ銀行ATMについては2008年（平成20年）からは休日稼動（ホリデーサービス実施）ATMにおいて正月三が日も稼働することとなった。
  - ただし、三が日の期間中は、送金・払込みや硬貨の入出金など一部のサービスが休止となる。
  - 2009年（平成21年）は全銀システム接続による民間金融機関への振込の対応準備のため、三が日は休止していた。
  - 提携金融機関のカードの利用については、2008年（平成20年）はセブン銀行のみ利用可能であったが、2010年（平成22年）は三が日でも利用できる金融機関を大幅に増やしている。

### 海外発行カードへの対応
2002 FIFAワールドカップによる訪日外国人増加を見越し、郵政事業庁による郵便貯金時代より、海外で発行された磁気ストライプカード（PLUS、Cirrusと提携している国際キャッシュカード・VISA、MasterCard、JCB、アメリカン・エキスプレスに対応させている。ゆうちょ銀行発足以降はDISCOVER（JCBによる取り扱い。2010年（平成22年）1月25日より）の各社およびそれらとの提携先クレジットカード・中国国内の各銀行などが発行する中国銀聯（銀聯・China Unionpay）ブランド付のキャッシュカードなどでも利用可能）とも提携を開始した。
2017年（平成29年）5月より、一部のカードを利用する際、216円のATM利用手数料が徴収される（カード発行機関が徴収する手数料は別途）。また、引き出し時にカード発行国通貨で決済金額を確定できるようになるダイナミック・カレンシー・コンバージョン（DCC）サービスを開始。

### 24時間サービス
郵便貯金時代の1991年（平成3年）7月より、ホリデーサービスの名称で日曜祝日の稼働を開始。1990年代末期には国際キャッシュカードを発行する一部の都市銀行が大都市でのATM24時間稼働を開始したことに追従する形で、主要都市の一部ATMで24時間稼働を開始した。また、電信振替、通常払込（払込伝票投入方式）についてもATM稼働時間内で終日取扱を行っている。ただし、23時55分から翌0時5分と、日曜祝日の20時から翌日7時まではオンラインサービスが停止するため、厳密には24時間とは言いがたい。また、平日21時から翌7時、土日祝17時から翌9時の間は現金入金（預入れ・送金）の取扱時間外のため、夜間はキャッシュカードか通帳での現金払い出しと払い出し資金による送金（対応ATMのみ）に限定される。
また、ジェイデビットやオンライン提携を実施している預金取扱金融機関（銀行・コンビニATMや系統金融機関傘下など）、クレディセゾン・エポスカード・プロミスなどの貸金業者のATM・キャッシュディスペンサーにおいても、稼働時間内でかつオンラインサービス停止時間を除いて終日通常貯金キャッシュカードによる払戻が可能である（原則としてATM利用手数料が発生する）。
2015年（平成27年）1月よりファミリーマートに設置されたATMC機種に関しては、稼働時間であれば全時間帯において入金に対応している（それ以外のATMでは夜間等の入金は、従来通り不可となる）。

### ATM硬貨預払料金
2022年（令和4年）1月17日に「ATM硬貨預払料金」を新設した。ATM（現金自動預け払い機）で預け入れや払い戻しに硬貨を用いると、1〜25枚で110円（税込・以下同）、26〜50枚で220円、51枚〜100枚で330円と、枚数に応じた手数料がかかる。なお、窓口でも「硬貨取扱料金」として、硬貨の預け入れや振り込みを行う場合も枚数に応じて有料となる。当初は50枚まで無料、51〜100枚で550円、101〜500枚で825円、501〜1000枚で1100円、1,001枚以上で500枚ごとに550円加算が必要であったが、2024年（令和6年）4月1日より、100枚まで無料、101〜500枚で550円となった（501枚以上は従来と同じ）。

## 他金融機関との提携

### 振込
ほかの金融機関宛送金の名称。通常貯金・通常貯蓄貯金・振替口座からの引き落としでの振込のみを取り扱っており、現金での振込は窓口・ATMともに取り扱っていない（ほかの金融機関からゆうちょ銀行への現金での振込は、振込元の金融機関が対応していれば可能である）。
ゆうちょ銀行は、2009年（平成21年）1月4日まで全国銀行データ通信システム（全銀システム）への加入ができなかったため、ほかの金融機関との相互に振込はできず、特定の提携のある金融機関に限って、相互送金が可能であった。しかし、2009年（平成21年）1月5日に全銀システムへの接続による同行とほかの金融機関との振込サービスが開始されたことから、従来の相互送金サービスは2008年（平成20年）12月30日をもって終了した。また、全銀システム経由への移行により、相互送金と比べてサービス仕様に若干の変更が生じた。たとえば、SBI新生銀行への口座への振込は相互送金のころは振込先口座の名義の参照ができたが、現在はできなくなり受取人名義の入力が必要となった。

### ATM・CD提携
郵便貯金時代より日本国内の民間金融機関と提携を進め、現在は個人向けキャッシュカードを発行するほぼすべての預金取扱金融機関と接続提携を行い、キャッシュカードの相互利用が可能である。なお、一部の信用組合などわずかながら非提携の預金取扱金融機関もある。また、証券会社・生命保険・クレジットカード ・消費者金融などノンバンクとも各社個別で提携を結んでいる場合は利用可能である（相互利用ではなくゆうちょATM・CD利用の片方のみ提携している場合がある）。
提携先が少ないノンバンクのATM・CD機や、コンビニATMにおいては、利用可能なキャッシュカード枚数首位であるゆうちょ銀行のロゴマークを大きく表記している場合がある。その中で、インターネットイニシアティブ子会社のトラストネットワークスが2007年よりパチンコ店内に設置する、現金の引き出し額に独特の制限を課した「エンターテインメント業界向け銀行ATM」では、当初ゆうちょ銀行のロゴマークのみ掲げられていた（イーネットやLANSと同じく東和銀行など設置管理銀行経由で提携取引を行っている）。ATMブースや明細票に管理銀行を判別できる情報はなく、払い出し時の摘要欄に実際に引き出しを行った提携金融機関名が表記される。これはゆうちょ銀行設置と誤認するとして2009年にしんぶん赤旗が記事を作成している。

### 他金融機関のサービスの提供
2017年7月18日の宮崎銀行椎葉出張所が同行日向支店の新店舗開業にあわせて同支店内にブランチインブランチとされるため、先立つ形で同年7月10日より、椎葉出張所の元の所在地近隣に位置する上椎葉郵便局（東臼杵郡椎葉村）内に現金の取り扱い以外の機能を有する同行のATM（カード振込や通帳繰越は対応）を設置させることになり（入出金は、同郵便局設置のゆうちょ銀行ATMで、有償でのカード入出金となる）、また、2017年9月26日より、ゆうちょ銀行新宿店内に、日本ATMが運営する「銀行手続の窓口」の2号店（新宿駅店）を設置し、加盟銀行の手続きを開始した。今後は、ほかの拠点でも設置が検討されている。
同様の動きは日本郵便でもみられ、2022年1月31日に十八親和銀行との連携により、長崎県の雲仙・奈良尾・長崎大浦（長崎大浦は同年3月7日より）の各郵便局の一部スペースを同行へ貸与し、現金の取り扱い（預入・引出）を含めた機能を有する同行のATMが設置された。営業は平日のみとなる。同年5月30日には先立って同月で閉鎖した同行店舗外ATMからの移転により三井楽と世知原の各郵便局にも設置された。

## 通帳の副印鑑表示と住所の表示
印影をホストコンピュータに記録するシステムと機械での印影照合システムの整備の遅れから、他銀行が廃止したあとも通帳（総合口座通帳、通常貯蓄貯金通帳、定額・定期貯金証書（通帳式のもの）、国債等振替口座加入通帳）に副印鑑を表示していたが、2013年（平成25年）6月3日に廃止された（財形貯蓄定額貯金関連の証書ないし証書の保管証の副印鑑は、2018年（平成30年）1月4日、廃止となる予定）。ただし、利用者自身が取り外しを行うことを認めておらず、窓口での印鑑登録手続（通帳再発行を含む、別の取引と同時に行うことも可能）を行う必要がある（すでに印鑑登録が済んでいる場合は、窓口側で通帳から取り外すのみで、書類の記入は要しない。ただし、登録済みかどうかはホストコンピュータに確認をとる必要があるため、通帳の冊子を見ただけでは確認できない）。
この印鑑登録手続の際、改めての本人確認が実施される。手続した通帳が満行再発行と同時ではなく、利用途中の通帳の場合は、副印鑑を剥がした跡のお届け印欄に「副印鑑を廃止しました ゆうちょ銀行」のシールが貼付される（満行再発行時は、従来通り旧通帳からは副印鑑を剥がし、これまでは剥がしたものを新通帳に貼り直していた副印鑑そのものについては、拠点により剥がしたものを貯金者に返却する場合と破棄する場合とがある）。
なお、副印鑑廃止後の満行再発行については、従来のお届け印欄のある冊子の在庫がなくなった拠点から順次、お届け印欄のない冊子を発行するようになった（再発行時に、お届け印欄のある冊子が発行される場合は、拠点により、「副印鑑を廃止しました ゆうちょ銀行」のシールを被せる拠点とそうでない拠点とがあるが、間違いなく廃止手続きが済んでいれば実用上はどちらでも問題ない）。このため印鑑登録の手続が済んでいない状態では、その手続を同時に行わなければ原則通帳の満行再発行は不可能となっている。2017年初頭の時点で、通常貯蓄貯金通帳で使われる冊子については、後述のおところ欄だけでなく、お届け印欄のある冊子の在庫が残っている拠点が、郵便局の貯金窓口だけでなく直営店でも存在している。
この問題の改善のため、2012年（平成24年）度より副印鑑表示完全廃止のために印鑑票の登録の案内開始し、印鑑票の登録をしていない利用者に対しては各郵便局より郵送により案内が送付されていた。
また、郵政省時代から届け出住所が見開きページのおところ欄に印字（新規預入の時点から印字となったのは総務省名の通帳以降で、郵政省当時は、新規預入の時点では手書きで満行再発行時は機械印字となっていた）されていたが、個人情報保護などの観点から、2015年10月1日以降は、おところ欄の印字を取り止め、在庫がなくなり次第、おところ欄のない通帳が発行されることになった。
住所印字がされない通帳への再発行前に届け出住所の変更を行う場合は、従前の住所に線を引いて抹消するなどの措置を取る（以前は、抹消した後に新住所を手書きで記載のうえ、満行時の通帳再発行の時点で、改めて新住所を印字する形を取っていた）。
2016年3月6日より、ゆうちょダイレクトプラスのサービスを開始し、通常貯金における通帳不発行の取引が可能となった。ただし、自動貸付や当座貸越の取引は不可となっている。既存の利用者が通帳レスを希望する場合は、ゆうちょダイレクト上で手続きができる（この場合は、新たな自動貸付や当座貸越は不可となるが、すでに存在する自動貸付や当座貸越を切り替えにあたって解消する必要はない）。あわせて、新たに通帳レスでゆうちょ銀行との取引を希望する場合は、メールオーダーでも新規取引が可能となった。ただし、通帳レスの利用者が通帳発行に切り替えを希望する場合は、ゆうちょ銀行または郵便局の貯金窓口での手続きを要する。
なお、通常貯蓄貯金と振替口座に対して契約しているゆうちょダイレクトについては、ゆうちょダイレクトプラスへの切り替えはできないため、通常貯蓄貯金については通帳レスの取引は不可となっている。

## 通常貯金通帳の記号番号の属性
通常貯金通帳には、5桁の「記号」と7 - 8桁の「番号」が表示される。郵便貯金時代には平仮名と数字との組み合わせにより表示されたが、民営化前に実施された電算化により現在のものになった。

### 記号
- 1桁目は種類、2・3桁目は、新規預入された都道府県、4桁目はチェックディジット、5桁目は「0」に固定。
  - 府県番号
    - 2・3桁目の2桁の数字は、府県番号と呼ばれ、局番号の上2桁と同じである。したがって、局番号が01234である局（府県番号は01）で預け入れすれば、「記号」の2・3桁目は「01」となる。府県番号により、原簿の所管庁（貯金事務センター）が判別できる。
    - 府県番号は原則として1県1番号であるが、局数が多い場合2つ以上の番号を使用する。たとえば東京都は00と01。ただし地域により分かれているわけではなく00局と01局は混在している。単に01を与えることができる郵便局がいっぱいになったあとに開局した郵便局に00が与えられていることによる。北海道は基本的には旧国により分かれている。また鹿児島県は奄美群島（79）と奄美以外（78）では違う番号を使用しているが、これは後述のとおり歴史的経緯による。

### 番号
- 貯金個別の番号。続けて新規預入された貯金が連番になるとは限らず、通常、CTM（端末機）で空き番号をホストに照会し、空いている番号を割り当てられ附番する。
- 桁数は2004年（平成16年）現在多くの貯金事務センターで8桁。預入数が少ない貯金事務センターでは7桁の場合もある。なお、最後の1桁は「1」で固定される。

### 再発行回数
- 通帳を紛失した場合、貯金の記号番号に再発行回数が表示される。
  - 例（Zは任意の数字を表す）
    - 101Z0-zzzzzzz1という番号であれば、1桁目が1なので通常貯金、2・3桁目が、01なので東京都において新規に預入された貯金であることがわかる。
    - 通帳の紛失再発行を1回している場合、101Z0-2-zzzzzzz1となる。
- 参考リンク
  - 郵便局を256倍利用するためのFAQ-list Ver.1.03
  - （このページ内に記号番号の解説がある。旧郵政省時代の内容であり、現在と異なるものもある）

### 取扱店番号

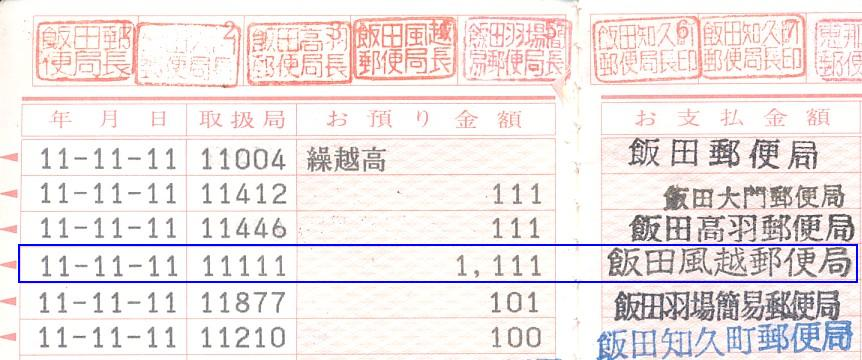
取扱局番号11111の飯田風越局

貯金業務に関して、各直営店ならびに各郵便局に割り当てられた5桁（もしくは、末尾に0をつけた6桁）の数字があり、これを取扱店番号（店番）あるいは為替コードと称する（民営化以前の郵便局における「取扱局番号」を引き継いだ）。部内では「為替局番号」と呼ぶことも多い。この番号は通帳ならびにATMの利用明細に、各取引ごとに印刷されるため、一般の利用者でも確認することができる。分室や出張所には原則として独自の数字は与えられず、母店の番号末尾にアルファベットを付して区別する。たとえば豊中南局（41773）の大阪国際空港内分室は41773A、という具合である（民営化後の取扱店番号および日本郵便が局所コードと称しているものは6桁で表示されるため、豊中南局本局は417730、大阪国際空港内分室は417731となる）。ただし、総合口座通帳などについては、アルファベット抜きで数字のみ刷られる（同様に、6桁の取扱店番号ないし局所コードの場合も、通帳には最後の1桁は表示されない）。
店舗外に設置されたATMの取扱店番号は、以前は原則設置場所の旧普通局の取扱店番号であったが、2010年（平成22年）の春から都道府県単位で独自の数字が与えられるようになっている。例として、北海道では90591・90592・90593・90594の4種類、東京都では01691・01692・01693・01694・01695・01696・01697の7種類が用いられている。他の府県は1 - 3種類の独自の取扱店番号が用いられている。なお、ファミリーマート設置分については、これらとは別途の番号が用いられる。
番号の規則性から、11111（飯田風越局。長野県飯田市）、12345（菖蒲局。新潟県上越市）、23456（伊東駅前局。静岡県伊東市）、54321（岡山伊福町局。岡山県岡山市北区）、00001（中野サンクォーレ内局。東京都中野区）などの各局は、旅行貯金の愛好者にとって特別に扱われることがある。飯田風越局では1999年（平成11年）11月11日、記念貯金のため長蛇の列ができた。なおゾロ目はほかに22222（亀山井田川局。三重県亀山市）および44444（山城南加茂台局。京都府木津川市）があるのみ。
上2桁は位置する都府県・地域を示し（俗に「マルチ」と称するが、日本郵政グループで使われている呼称ではない）、下3桁が各店個別の番号である。マルチの10の位は、ほぼ旧日本郵政公社の支社（元省庁時代の地方郵政局）によって分けられている。基本的に1都府県につき1マルチだが、北海道、千葉県、埼玉県、東京都、神奈川県、愛知県、大阪府、兵庫県、福岡県、鹿児島県には複数のマルチが割り当てられている。多くは1マルチがいっぱいになり2つめのマルチを利用するようになったものであるが、鹿児島県は歴史的経緯から（戦後の一時期奄美群島がアメリカ統治下にあったため）奄美地区が別マルチとなっている。また、北海道は小樽地区を除き、旧国名で分けられている。岐阜県中津川市のうち、旧長野県山口村にある山口局や馬籠局のように、越境合併で所属する都道府県が変更になった場合は、取扱店番号も変更されている（このケースでは、当然ながら新規預入時の通常貯金通帳や通常貯蓄預金通帳、振替口座などで割り当てられる記号部分に使われる数字も、長野貯金事務センター管轄のものから名古屋貯金事務センター管轄のものに、このときを境に変更されている）。
中央郵便局（直営店が併設されている場合を含む）は、下3桁が001（6桁番号表示の場合は、下4桁が0010）であることが多いが、016150（東京中央局）、020040（横浜店（横浜中央局））、020270（川崎店（川崎中央局））、055510（千葉中央局）、070020（宇都宮店（宇都宮中央局））、125080（新潟店（新潟中央局））、218000（名古屋中央局）、330790（福井店（福井中央局））、410610（大阪支店（大阪中央局））、440890（京都店（京都中央局））、512660（広島中央局）、520020（鳥取店（鳥取中央局））、730030（宮崎店（宮崎中央局））、740030（北九州店（北九州中央局））、740140（福岡中央局）、920050（釧路店（釧路中央局））、970080（旭川中央局）などに例外がある。
簡易郵便局は、3桁目が7または8であることが多いが、都市部に設置された「シティポスト」と呼ばれる簡易郵便局や、簡易郵便局数が多い長野県などに例外がある。
また、民営化以前の郵便局から窓口を引き継がず新たに窓口が設置された秋田店（86300、863000）・郡山店（82456、824560）には新たな取扱店番号が付与されている。
本店は、2008年（平成20年）7月22日に独立店舗となった際に、仮店舗への移転前の東京中央郵便局の取扱店番号を継承（010160）した（正確には、ゆうちょ銀行本店のほか、廃止となった郵便事業丸の内支店を継承した郵便事業銀座支店（当時）も局所コードを010160に変更したため、東京中央局とゆうちょ銀行本店あるいは銀座郵便局とを区別するために東京中央局の側を変更した）。
このため、東京中央郵便局はのちに仮店舗にで営業することになり、ゆうちょ銀行本店とは別の場所になったために新たに貯金窓口が設けられた。その際、局所コードおよび仮店舗の貯金窓口で用いられる取扱店番号が別途に設定（016150）された。同時に新設された同局の分室2か所も、局所コードは、これに則した016151および016152とされた（いずれも、JPタワー内に本局が復帰した際に廃室となったため、現存しない）。
その後、元の位置に戻りゆうちょ銀行本店と併設となったが、東京中央郵便局の局番号は01615（局所コードとしては016150）のままで、元の番号に復帰しなかった（東京中央局の貯金窓口は、ゆうちょ銀行本店と同居となったために廃止され、使われていない）。
閉局になった郵便局の取扱店番号は、通常は欠番扱いになる。ただし、府県マルチが02のみだったころの神奈川県のように、空き番号に余裕がなくなった場合などは、閉局になった郵便局が使っていた取扱店番号が再利用されることもある（貯金窓口のある拠点ではないが、最近では、2012年10月に開設された、名古屋中央郵便局タワーズ内分室（のちの名古屋西郵便局タワーズ内分室。2016年10月廃室）で、過去に廃止された同局の分室の番号を再使用したケースがある）。
ちなみに、番号自体は公開されていないが、各パートナーセンターおよび各エリア本部についても、独自の取扱店番号が割り当てられている。
なお、一般の貯金取引に関わるものではないが、直営店には、一部の直営店と日本銀行各本支店間の当座勘定取引などの都合から、全銀システム上、各直営店舗に支店番号の割り当てがされている（本店は001、その他の県は、おおむね上2桁が後述の表にあるマルチ、1の位は0から7までのうち、直営店の数に応じて0から順番に充当され、県庁所在地名店舗は0となるケースが多い（北海道は、道庁所在地名の札幌支店は900で規則に沿っているが、9x0で、xに0以外の数字が入るものについては、940となる函館店のように、都道府県庁所在地名店舗として該当しない）。例として、宮城県の場合は、仙台支店は810、仙台東店は811が充てられている）。なお、実際の当座勘定取引を日銀と直接行うのは、日銀の各本支店に近い直営店となっており、統括店（各支店および横浜店）が行っているとは限らない（例として、長野支店では日銀との直接の当座勘定取引を行わず、日銀松本支店に近いゆうちょ銀行松本店に接続されている。同様に統括店である横浜店ではなく、日銀横浜支店に近いゆうちょ銀行横浜港店と接続されている。また、020の支店コードは横浜店ではなく、横浜港店に割り当てがされており、前述のような県庁所在地名店舗の支店コードの下一桁が0にならない場合もある。実際に横浜店に割り当てられているのは021）。東京都（00X、01X、13X、14X、16X、170）、神奈川県（02X、09X、18X、19X）、埼玉県（03X、25X、260）、大阪府（40X、41X、48X）など、直営店の数が多い地域では、上二桁のマルチの部分が本来の都道府県毎の割当分では足りないため、13Xのような、マルチとしてはどの都道府県にも割当されていない数字をあてて、すべての直営店に何かしらの3桁の番号が割り振られるようにして対処している。
なお、振替口座の口座番号で用いられるマルチは、これと異なる。
| マルチ     | マルチに該当 する都道府県 | 全銀システム上の 支店名 | 全銀システム上の 支店コード |
| ---------- | ------------------------- | ----------------------- | --------------------------- |
| 00・01・13 | 東京都                    | 〇〇八・〇一八・一三八  | 008・018・138               |
| 02・09     | 神奈川県                  | 〇二八・〇九八          | 028・098                    |
| 03・14     | 埼玉県                    | 〇三八・一四八          | 038・148                    |
| 04         | 群馬県                    | 〇四八                  | 048                         |
| 05・10     | 千葉県                    | 〇五八・一〇八          | 058・108                    |
| 06         | 茨城県                    | 〇六八                  | 068                         |
| 07         | 栃木県                    | 〇七八                  | 078                         |
| 08         | 山梨県                    | 〇八八                  | 088                         |
| 11         | 長野県                    | 一一八                  | 118                         |
| 12         | 新潟県                    | 一二八                  | 128                         |
| 20・21     | 愛知県                    | 二〇八・二一八          | 208・218                    |
| 22         | 三重県                    | 二二八                  | 228                         |
| 23         | 静岡県                    | 二三八                  | 238                         |
| 24         | 岐阜県                    | 二四八                  | 248                         |
| 31         | 石川県                    | 三一八                  | 318                         |
| 32         | 富山県                    | 三二八                  | 328                         |
| 33         | 福井県                    | 三三八                  | 338                         |
| 40・41     | 大阪府                    | 四〇八・四一八          | 408・418                    |
| 42・43     | 兵庫県                    | 四二八・四三八          | 428・438                    |
| 44         | 京都府                    | 四四八                  | 448                         |
| 45         | 奈良県                    | 四五八                  | 458                         |
| 46         | 滋賀県                    | 四六八                  | 468                         |
| 47         | 和歌山県                  | 四七八                  | 478                         |
| 51         | 広島県                    | 五一八                  | 518                         |
| 52         | 鳥取県                    | 五二八                  | 528                         |
| 53         | 島根県                    | 五三八                  | 538                         |
| 54         | 岡山県                    | 五四八                  | 548                         |
| 55         | 山口県                    | 五五八                  | 558                         |
| 61         | 愛媛県                    | 六一八                  | 618                         |
| 62         | 徳島県                    | 六二八                  | 628                         |
| 63         | 香川県                    | 六三八                  | 638                         |
| 64         | 高知県                    | 六四八                  | 648                         |
| 70         | 沖縄県                    | 七〇八                  | 708                         |
| 71         | 熊本県                    | 七一八                  | 718                         |
| 72         | 大分県                    | 七二八                  | 728                         |
| 73         | 宮崎県                    | 七三八                  | 738                         |
| 74・75     | 福岡県                    | 七四八・七五八          | 748・758                    |
| 76         | 長崎県                    | 七六八                  | 768                         |
| 77         | 佐賀県                    | 七七八                  | 778                         |
| 78         | 鹿児島県                  | 七八八                  | 788                         |
| 79         | 奄美地区（鹿児島県）      | 七九八                  | 798                         |
| 81         | 宮城県                    | 八一八                  | 818                         |
| 82         | 福島県                    | 八二八                  | 828                         |
| 83         | 岩手県                    | 八三八                  | 838                         |
| 84         | 青森県                    | 八四八                  | 848                         |
| 85         | 山形県                    | 八五八                  | 858                         |
| 86         | 秋田県                    | 八六八                  | 868                         |
| 90         | 小樽地区（北海道）        | 九〇八                  | 908                         |
| 91         | 十勝国（北海道）          | 九一八                  | 918                         |
| 92         | 釧路国（北海道）          | 九二八                  | 928                         |
| 93         | 根室国（北海道）          | 九三八                  | 938                         |
| 94         | 渡島国（北海道）          | 九四八                  | 948                         |
| 95         | 後志国（北海道）          | 九五八                  | 958                         |
| 96         | 胆振国（北海道）          | 九六八                  | 968                         |
| 97         | 石狩国（北海道）          | 九七八                  | 978                         |
| 98         | 天塩国（北海道）          | 九八八                  | 988                         |
| 99         | 北見国（北海道）          | 九九八                  | 998                         |

- 店舗数が多く、1つのマルチでは足りない都府県には2つのマルチが与えられている。このうち東京都・愛知県・大阪府・兵庫県・福岡県には制定当初から2つのマルチが用意されていた。神奈川県・千葉県・埼玉県はもともと1つのマルチしか用意されていなかったが、郵便局や口座数の増加により、のちに2つ目のマルチが与えられたためにマルチの数字が連続していない。同様に東京都は3つのマルチを持つようになっている。なお、2つ以上のマルチを持っている都府県は最初に使用したマルチの方を太字で記している。
- 北海道は基本的には旧国名で分類されているが、90の「小樽」地区だけは、現在の北海道の総合振興局・振興局（旧支庁）のうち、石狩振興局・日高振興局・後志総合振興局・胆振総合振興局の4総合振興局・振興局（旧支庁）の全域および空知総合振興局のうち夕張市と夕張郡の区域、ならびに上川総合振興局のうち占冠郵便局となっている。そのため95の後志国と96の胆振国は、それぞれ現在の檜山振興局と渡島総合振興局の一部になっているきわめて小さな区域だけとなっており、この2つのマルチに属する郵便局は少ない。なお、「札幌」地区としなかったのは、その地区の貯金事務センターが札幌ではなく、北海道のかつての金融中心地である小樽に所在していることによる。また、97の石狩国も現在の空知総合振興局（夕張市と夕張郡を除く）および上川総合振興局の南部（占冠郵便局を除く）だけとなっている。十勝総合振興局の足寄郡の各町は旧十勝国と旧釧路国に分かれているが、マルチもその所在地により91と92の両方の店舗が存在している。上川総合振興局の占冠村はマルチが90と97の店舗が1つずつ存在しており、渡島総合振興局の八雲町は、マルチが94の店舗が5つ、96の店舗が6つ存在している。これは占冠村は所属支庁の変更が、八雲町は旧国を越えた町合併が原因となっている。
- マルチの10の位は、もともとかつての郵政省の地方支分部局「地方郵政局」（のちの日本郵政公社支社）によって分けられていた。なお、東京郵政局は1972年（昭和47年）に関東郵政局を分離、さらに公社化時（2003年（平成15年））には関東支社と南関東支社に再分割された。同じく、1972年（昭和47年）には沖縄返還により沖縄郵政管理事務所が設置され、沖縄県のマルチが70となった。その後、口座数の増加などにより千葉県の2つ目のマルチが10、埼玉県の2つ目のマルチが14となり、東京都の3つ目のマルチが13となるなど、現在では10の位の数字が完全には所属する地方郵政局を表していない。

| 10の位 | 旧郵政省地方郵政局名                             | ゆうちょ銀行エリア本部名       |
| ------ | ------------------------------------------------ | ------------------------------ |
| 0      | 東京郵政局、関東郵政局                           | 関東、東京、南関東             |
| 1      | 信越郵政局（10・14は関東郵政局、13は東京郵政局） | 信越（10・14は関東・13は東京） |
| 2      | 東海郵政局                                       | 東海                           |
| 3      | 北陸郵政局                                       | 北陸                           |
| 4      | 近畿郵政局                                       | 近畿                           |
| 5      | 中国郵政局                                       | 中国                           |
| 6      | 四国郵政局                                       | 四国                           |
| 7      | 九州郵政局（70は沖縄郵政管理事務所）             | 九州（70は沖縄）               |
| 8      | 東北郵政局                                       | 東北                           |
| 9      | 北海道郵政局                                     | 北海道                         |

- このマルチは通帳の記号番号にも含まれる。「記号」（先頭の5桁）のうち、2・3桁目がマルチであり、マルチが99の郵便局で新規に交付された「記号」は「Z99ZZ」となる（Zは任意の数字）。なお記号の1桁目・5桁目はセットで貯金等の種類を表し、4桁目はチェックディジットである。

## 店舗・事務組織

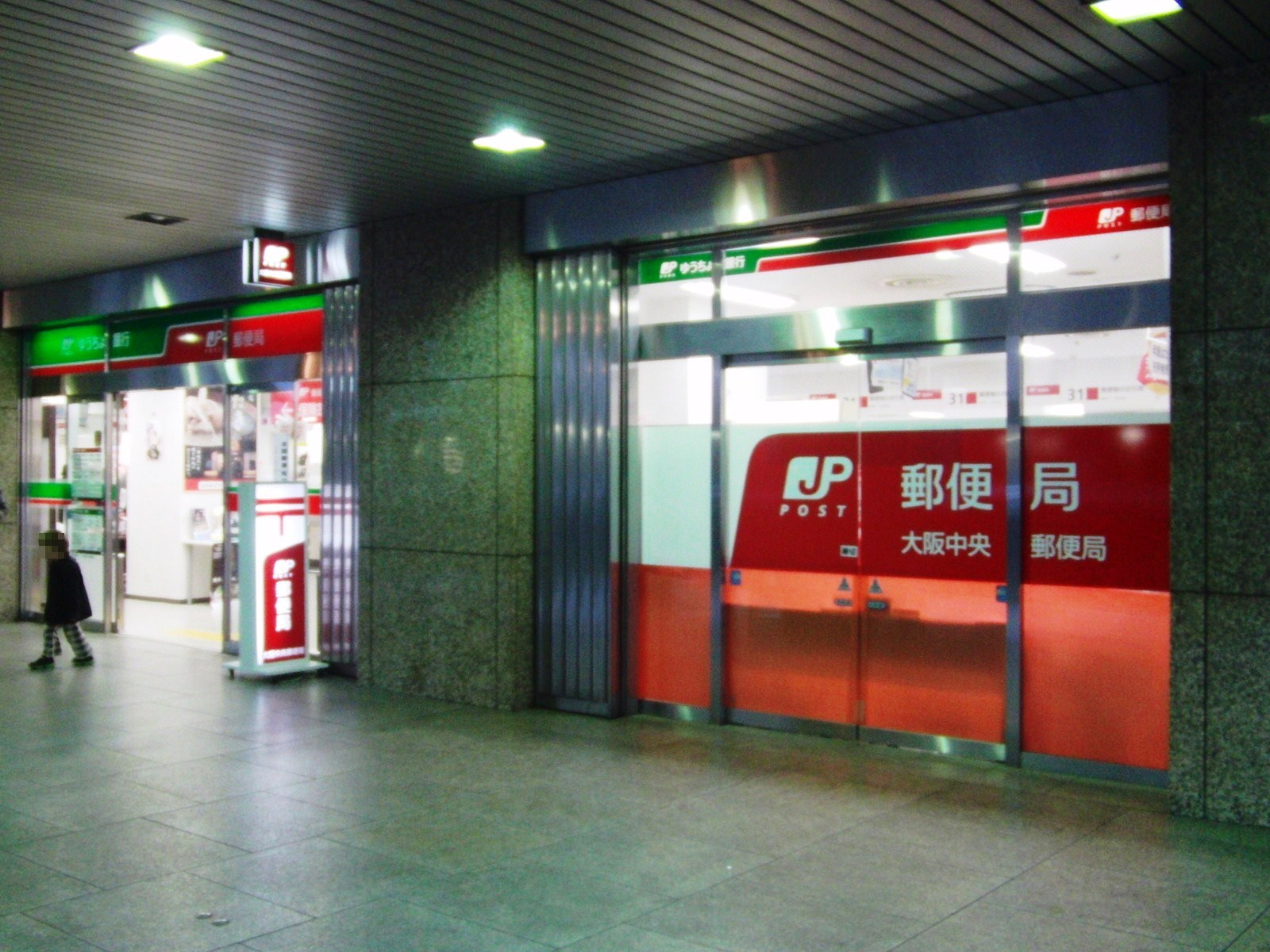
大阪中央郵便局・ゆうちょ銀行大阪支店の暫定店舗建設時代の前仮店舗（大阪駅前第1ビル）の入口。郵便局・ゆうちょ銀行両社のロゴが併記されている。

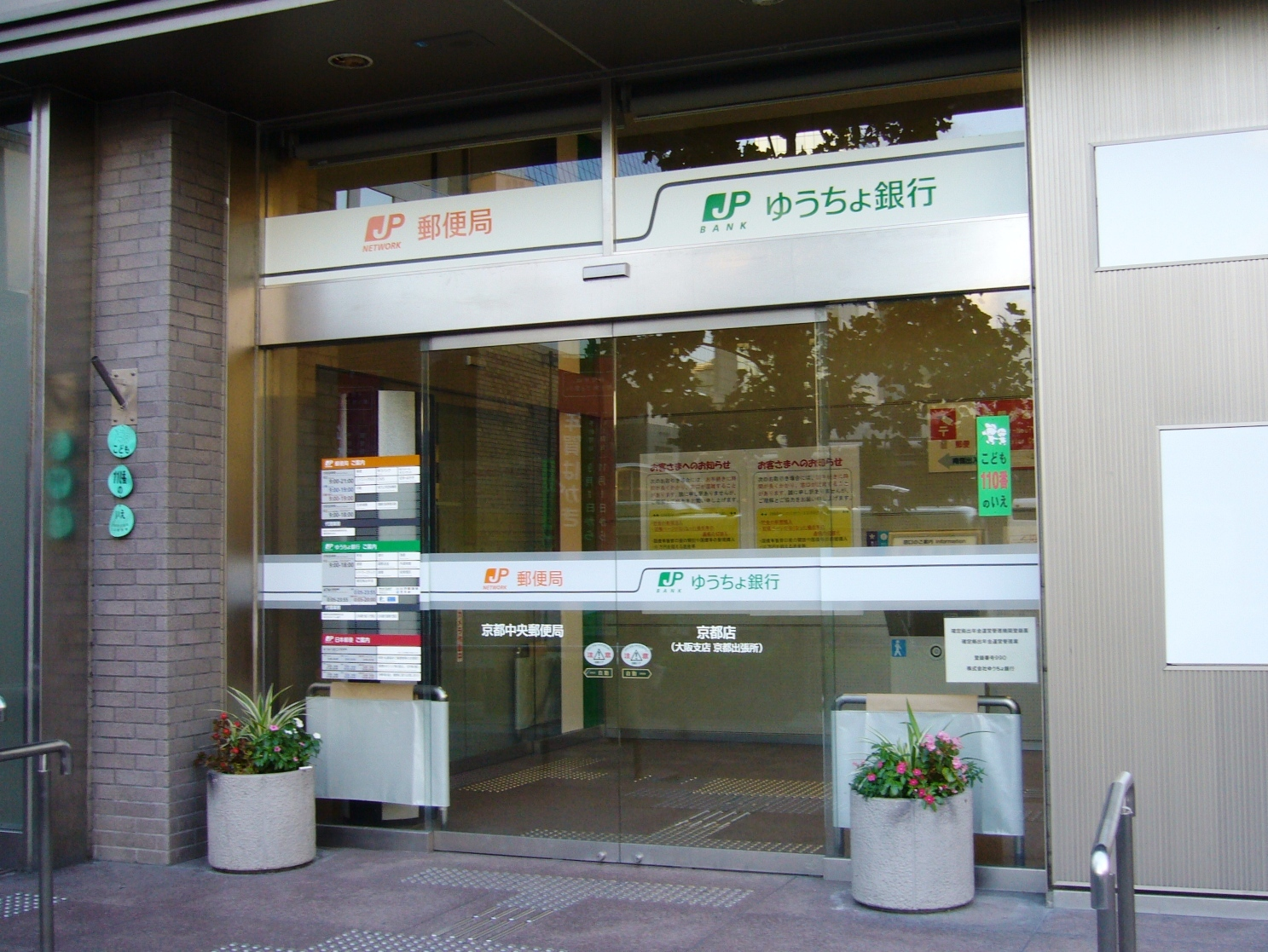
京都中央郵便局・ゆうちょ銀行大阪支店京都出張所（京都店）の入口。郵便局・ゆうちょ銀行両社のロゴが併記されているが、京都市市街地景観整備条例に基づく京都市バージョンの白地となっている。

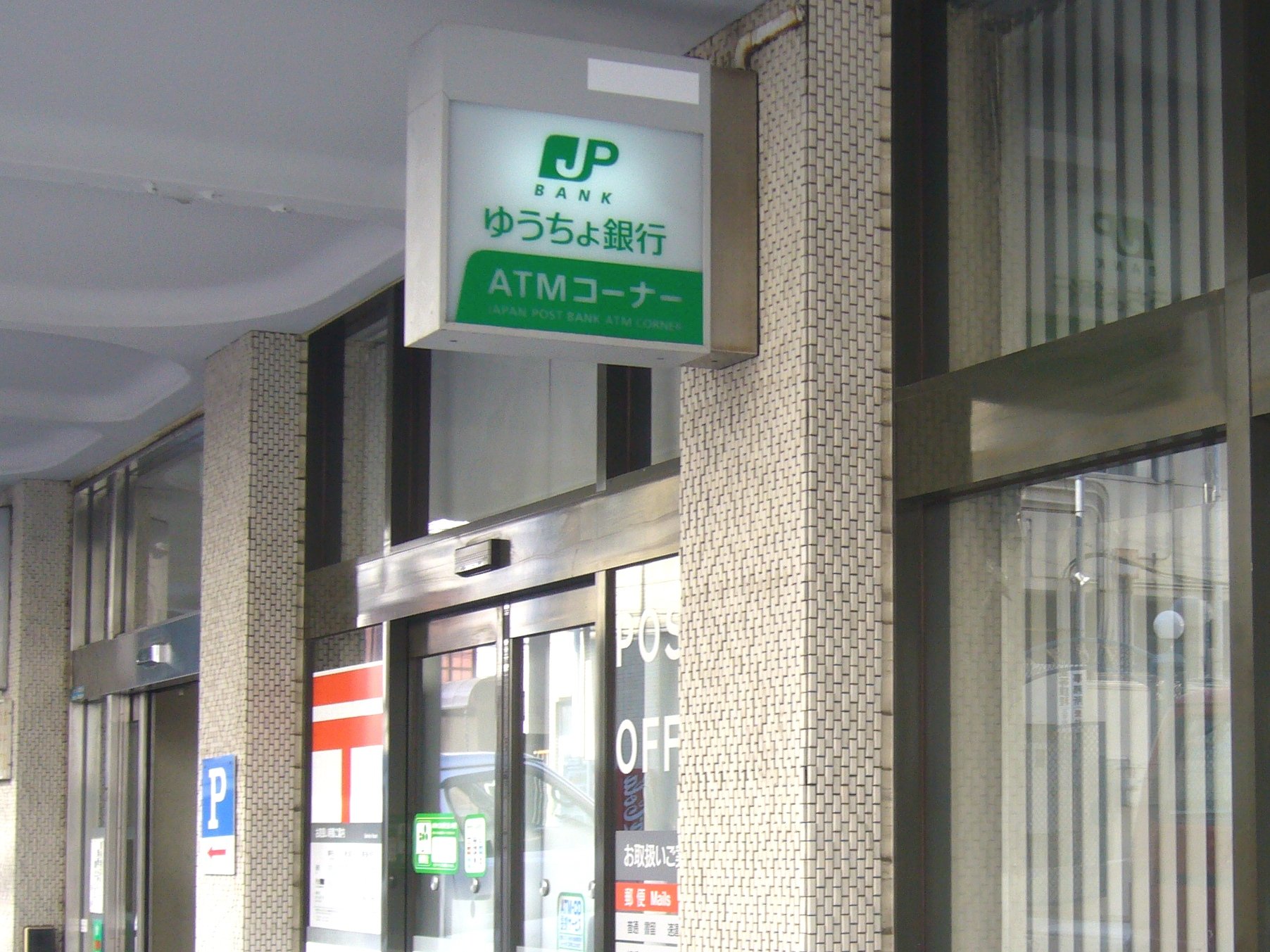
大阪南郵便局城南寺町分室入口付近。ゆうちょ銀行の社章やロゴ入りのATMコーナーのサインが見える。

郵政民営化に際し、郵便貯金に関係する職員と施設のうち、下記のとおり直営店・貯金事務センター・地域（統括）センター（2016年より、パートナーセンター設置により廃止）が設置されることになった（民営化前の）郵便局の貯金課部分だけをゆうちょ銀行が引き継ぎ、それ以外については郵便局株式会社に引き継がれた。同一の建物にゆうちょ銀行が直営店を置いている郵便局では、郵便局会社はゆうちょ銀行の代理店業務（貯金業務）を取り扱っておらず、窓口では郵便・保険・貯金の窓口を並べて民営化前同様のアクセスを維持しつつも、窓口内側の事務室では、互いに別法人となった郵便局部分（郵便・保険窓口）とゆうちょ銀行直営店部分（貯金窓口）とが壁で仕切られているか異なるフロアとなっている。
店舗および事務組織については、次のように設置された。

### エリア本部
エリア本部は全国13か所で旧公社支社に対応。郵政管理・支援機構から委託された地方公共団体貸付事務の取り扱いにおいては、南関東エリア本部の管轄区域（神奈川県および山梨県）に所在する地方公共団体についても関東エリア本部が担当（旧公社時代と同様）。
- エリア本部と統括店との関係については、次のような設置形態を取っている。
  - パターン1 : エリア本部と統括店窓口を分離（エリア本部を引き続き旧公社支社社屋に設置）
    - パターン1b : エリア本部と統括店窓口を分離（エリア本部は、旧公社社屋とは別位置）かつ、エリア本部所在地と同じ建物に統括店ではない別の直営店が入居

  - パターン2 : 統括店窓口を旧公社支社社屋内の郵便局に設置、エリア本部・統括店窓口ともに同じ建物に入居
  - パターン3 : 統括機能に当たる旧公社支社貯金事業部（現エリア本部）を旧公社支社社屋から窓口設置郵便局のある施設へ移転、エリア本部・統括店窓口ともに同じ建物に入居
※1 仙台支店は建物がゆうちょ銀行の施設（仙台貯金事務センター本館）で、そこに宮城地域センター、仙台中郵便局とともに同居している状態だったが、仙台貯金事務センター本館内に貯金事務センター本体と仙台支店および同居する仙台中郵便局は残留させ、エリア本部と地域センター（2016年4月以降は、改組されたパートナーセンター）は、日本郵政グループ仙台ビルに移設させた。
※2 広島支店は建物が日本郵政株式会社の施設（メルパルク広島）で、そこに広島中郵便局とともに同居している状態だったが、広島支店および同居する広島中郵便局は残留させ、エリア本部とパートナーセンターは、日本郵政グループ広島ビルに移設させた。
※3 東海エリア本部は、JPタワー名古屋のオフィスエリアのテナントとなっており、同ビルの1Fに名古屋中央郵便局、名古屋西郵便局JPタワー名古屋内分室、ゆうちょ銀行名古屋中央店が入居している。

| エリア本部名 | エリア本部設置場所                                                              | 統括店窓口設置郵便局     | パターン |
| ------------ | ------------------------------------------------------------------------------- | ------------------------ | -------- |
| 北海道       | 日本郵政グループ札幌ビル                                                        | 北海道庁赤れんが前郵便局 | 2        |
| 東北         | 仙台貯金事務センター本館→ 2011年1月、日本郵政グループ仙台ビルへ移設             | 仙台中郵便局             | 3→1      |
| 関東         | 日本郵政グループさいたまビル                                                    | さいたま中央郵便局       | 1        |
| 東京         | 東京中央郵便局旧局舎→郵船ビルディング→日本郵政グループ飯倉ビル→JMFビル東陽町 01 | 東京中央郵便局           | 3→3→1→1  |
| 南関東       | 民間施設（日通商事横浜ビル）                                                    | 横浜中央郵便局           | 1        |
| 信越         | 日本郵政グループ長野ビル                                                        | 長野中央郵便局           | 1        |
| 北陸         | 日本郵政グループ金沢ビル→ 2014年、民間施設（金沢上堤町ビル）へ移設              | 金沢中央郵便局           | 1        |
| 東海         | 名古屋中郵便局→JPタワー名古屋                                                   | 名古屋中郵便局           | 3→1b     |
| 近畿         | 日本郵政グループ大阪ビル                                                        | 大阪中央郵便局           | 1        |
| 中国         | メルパルク広島→日本郵政グループ広島ビル                                         | 広島中郵便局             | 3→1      |
| 四国         | 日本郵政グループ松山ビル                                                        | 松山中央郵便局           | 1        |
| 九州         | 日本郵政グループ熊本ビル                                                        | 熊本城東郵便局           | 2        |
| 沖縄         | 日本郵政グループ那覇ビル                                                        | 美栄橋郵便局             | 1        |

### 貯金事務センター
貯金の計算業務を行う貯金事務センターおよび貯金事務計算センターはそのまま旧公社から引き継いでいる。ただし、旧公社沖縄支社が受け持っていた貯金管理事務（貯金事務センター業務）は、ゆうちょ銀行那覇支店の一組織（那覇支店貯金事務管理部）を経て沖縄エリア本部貯金事務管理部となり、横浜貯金事務センターは引き続き旧公社関東・南関東両支社の区域（エリア）を受け持つ。

### パートナーセンター
各都府県に1か所、北海道に3か所の計49か所に「パートナーセンター」を設置、直営店および郵便局への管理・サポート業務等を受け持っている。
- 公社時の貯金事務センター再編にともない設置された「郵便貯金○○センター」（支社によっては「郵便貯金○○県サポートセンター」と呼称）について、民営化に際して「地域センター」へ改称したものを、2016年4月1日付で改組し、現在の「パートナーセンター」となった。
- 北海道における各パートナーセンターの具体的な受持エリアは次のとおり。
  - 道央パートナーセンター - 札幌・小樽・石狩・日高・十勝 ・釧路・根室周辺地域（道東地域の直営店所在地は道央パートナーセンターの受持）
  - 道南パートナーセンター - 函館・渡島・檜山周辺地域
  - 道北パートナーセンター - 旭川・上川・留萌・宗谷・オホーツク周辺地域（道北パートナーセンターが管轄する地域に直営店は設置されていない。）
- 旧貯金事務センター庁舎を引き続き使用していた岩手・山形・新潟・島根・山口の各地域センターについては当該庁舎の土地・建物売却のため、旧勝田郵便局庁舎を使用していた郵便貯金茨城センターについては当該施設に郵便局株式会社関東支社茨城事務所およびかんぽ生命保険茨城支店が入居することとなったため、民営化前に順次民間施設（賃貸ビル）へと移転していた。
- 東京パートナーセンターは落合郵便局に所在する[要出典]。
- 長崎パートナーセンターと鹿児島パートナーセンターはともに引き続き旧貯金事務センター庁舎を使用しているが、民営化以降はかんぽ生命保険の支店と同居している。

### 店舗・事務組織一覧
直営店は全国233か所（統括店13、一般店220）。
- 下表中の太字が統括店で、旧公社支社の受持区域（エリア）ごとに1店ずつ設置されている。統括店は本店と横浜店を除き「○○支店」、横浜店および一般店は「○○店」（正式名称を「○○支店○○出張所」）と称する。なお、横浜店の正式名称は「さいたま支店横浜出張所」である。
- ゆうちょ銀行が郵政民営化で発足した経緯から、発足時点では秋田店および郡山店を除くすべての直営店の窓口が郵便局（民営化前の集配郵便局とは限らない）と同じ建物に設置されている。ただし、ゆうちょ銀行の直営店名が同じ建物にある郵便局名とは異なる場合がある（例：ゆうちょ銀行須磨店は、須磨郵便局ではなく須磨北郵便局と同一の建物内にある。東京、名古屋を除く中央局と同居の拠点は、かつての郵便事業の支店同様、「中央」がつかない名称となる）。なお、秋田店と郡山店に限り、郵便局との同居ではなく単独設置である（旧貯金事務センター庁舎を使用、パートナーセンターも引き続き入居している）。仙台支店のように、実態としてゆうちょ銀行に郵便局が併設されているケースもある（同支店は、仙台貯金事務センター内に所在することから、仙台中郵便局がゆうちょ銀行の設備を間借りしている状態となっている）。
- 沖縄県における直営店は統括店（那覇支店）のみで、一般店は設置されていない。
- 県庁所在地では唯一、三重県津市に直営店が設置されていない。
- いずれの直営店も、今後入居施設のスペースの都合などで近隣に移転の可能性もあるとされる。
  - 2008年（平成20年）7月22日より、本店が単独店舗となり、それまで同居していた東京中央郵便局には同日以降は貯金代理店窓口が新たに設置された。東京中央局側の取扱店番号も変更された。その後、JPタワーの竣工、同所への東京中央郵便局とゆうちょ銀行本店の移転で、両者が再度同一の建物内で運営されることになった。
  - 2009年（平成21年）5月7日より、大阪支店が単独店舗化。ただし、入居ビルの1Fに大阪中央郵便局がある（ゆうちょ銀行店舗は、ビルの2Fに設置）ため、大阪中央郵便局側には貯金窓口が設置されない（ただし、支店内のATMが窓口営業時間内のみの稼働であることから、時間外利用の便宜を図るため、大阪中央郵便局内に店舗外ATM（取扱内容は店舗内に準ずる内容）を別途設置している）。その後、跡地に暫定店舗を開設したが、2016年7月より、旧仮店舗と同じビルの地下1Fに再度仮店舗営業することになった。2016年からの仮店舗は、郵便局とゆうちょ銀行は同じフロアとなったが、ビル内の通路を挟んだ別区画となっている（この仮店舗ではゆうゆう窓口の異動はされず、暫定店舗の終了とともに廃止された）。
- 2012年（平成24年）5月現在、東京（支）店、千葉店、福岡店の名称の拠点は存在しない。

| エリア 本部名 | 受持貯金 事務センター         | 受持パートナーセンター | 受持パートナーセンター                                                                           | 店舗         | 店舗                                                       | 店舗                        |
| エリア 本部名 | 受持貯金 事務センター         | センター名             | 所在郵便局等                                                                                     | 店名         | 所在郵便局等                                               | 全銀システム上の 支店コード |
| ------------- | ----------------------------- | ---------------------- | ------------------------------------------------------------------------------------------------ | ------------ | ---------------------------------------------------------- | --------------------------- |
| 北海道        | 小樽                          | 道央                   | 日本郵政グループ札幌ビル（旧公社北海道支社） （北海道庁赤れんが前郵便局併設）                    | 札幌支店     | 北海道庁赤れんが前郵便局                                   | 900                         |
| 北海道        | 小樽                          | 道央                   | 日本郵政グループ札幌ビル（旧公社北海道支社） （北海道庁赤れんが前郵便局併設）                    | 札幌東       | 札幌東郵便局                                               |                             |
| 北海道        | 小樽                          | 道央                   | 日本郵政グループ札幌ビル（旧公社北海道支社） （北海道庁赤れんが前郵便局併設）                    | 帯広         | 帯広郵便局                                                 | 910                         |
| 北海道        | 小樽                          | 道央                   | 日本郵政グループ札幌ビル（旧公社北海道支社） （北海道庁赤れんが前郵便局併設）                    | 釧路         | 釧路中央郵便局                                             | 920                         |
| 北海道        | 小樽                          | 道南                   | 函館中央郵便局                                                                                   | 函館         | 函館北郵便局                                               | 940                         |
| 北海道        | 小樽                          | 道北                   | 旭川中央郵便局                                                                                   | -            | -                                                          | -                           |
| 東北          | 仙台                          | 青森                   | 青森中央郵便局                                                                                   | 青森         | 青森中央郵便局                                             | 840                         |
| 東北          | 仙台                          | 青森                   | 青森中央郵便局                                                                                   | 八戸         | 八戸郵便局                                                 | 841                         |
| 東北          | 仙台                          | 岩手                   | 仁王惣門ビル                                                                                     | 盛岡         | 盛岡中央郵便局                                             | 830                         |
| 東北          | 仙台                          | 宮城                   | 日本郵政グループ仙台ビル（旧公社東北支社） （仙台東二番丁郵便局併設）                            | 仙台支店     | 仙台中郵便局                                               | 810                         |
| 東北          | 仙台                          | 宮城                   | 日本郵政グループ仙台ビル（旧公社東北支社） （仙台東二番丁郵便局併設）                            | 仙台東       | 仙台東郵便局                                               | 811                         |
| 東北          | 仙台                          | 秋田                   | 旧秋田貯金事務センター庁舎                                                                       | 秋田         | 単独設置 （秋田パートナーセンターを併設）                  | 860                         |
| 東北          | 仙台                          | 山形                   | 山形殖銀日生ビル                                                                                 | 山形         | 山形中央郵便局                                             | 850                         |
| 東北          | 仙台                          | 福島                   | 旧郡山貯金事務センター庁舎                                                                       | 郡山         | 単独設置 （福島パートナーセンターを併設）                  | 822                         |
| 東北          | 仙台                          | 福島                   | 旧郡山貯金事務センター庁舎                                                                       | 福島         | 福島中央郵便局                                             | 820                         |
| 東北          | 仙台                          | 福島                   | 旧郡山貯金事務センター庁舎                                                                       | いわき       | いわき郵便局                                               | 821                         |
| 関東          | 横浜                          | 茨城                   | サザン水戸ビル                                                                                   | 水戸         | 水戸中央郵便局                                             |                             |
| 関東          | 横浜                          | 茨城                   | サザン水戸ビル                                                                                   | 日立         | 日立郵便局                                                 |                             |
| 関東          | 横浜                          | 茨城                   | サザン水戸ビル                                                                                   | つくば       | 筑波学園郵便局                                             |                             |
| 関東          | 横浜                          | 栃木                   | 横浜貯金事務センター宇都宮分館 （旧宇都宮貯金事務センター庁舎）                                  | 宇都宮       | 宇都宮中央郵便局                                           |                             |
| 関東          | 横浜                          | 栃木                   | 横浜貯金事務センター宇都宮分館 （旧宇都宮貯金事務センター庁舎）                                  | 小山         | 小山郵便局                                                 |                             |
| 関東          | 横浜                          | 群馬                   | 高崎郵便局                                                                                       | 前橋         | 前橋中央郵便局                                             | 040                         |
| 関東          | 横浜                          | 群馬                   | 高崎郵便局                                                                                       | 高崎         | 高崎郵便局                                                 |                             |
| 関東          | 横浜                          | 群馬                   | 高崎郵便局                                                                                       | 太田         | 太田郵便局                                                 |                             |
| 関東          | 横浜                          | 埼玉                   | 日本郵政グループさいたまビル（旧公社関東支社）                                                   | さいたま支店 | さいたま中央郵便局                                         |                             |
| 関東          | 横浜                          | 埼玉                   | 日本郵政グループさいたまビル（旧公社関東支社）                                                   | 大宮         | 大宮郵便局                                                 |                             |
| 関東          | 横浜                          | 埼玉                   | 日本郵政グループさいたまビル（旧公社関東支社）                                                   | 与野         | 与野郵便局                                                 |                             |
| 関東          | 横浜                          | 埼玉                   | 日本郵政グループさいたまビル（旧公社関東支社）                                                   | 浦和         | 浦和中郵便局                                               |                             |
| 関東          | 横浜                          | 埼玉                   | 日本郵政グループさいたまビル（旧公社関東支社）                                                   | 川口         | 川口郵便局                                                 |                             |
| 関東          | 横浜                          | 埼玉                   | 日本郵政グループさいたまビル（旧公社関東支社）                                                   | 朝霞         | 朝霞郵便局                                                 |                             |
| 関東          | 横浜                          | 埼玉                   | 日本郵政グループさいたまビル（旧公社関東支社）                                                   | 所沢         | 所沢郵便局                                                 |                             |
| 関東          | 横浜                          | 埼玉                   | 日本郵政グループさいたまビル（旧公社関東支社）                                                   | 草加         | 草加郵便局                                                 |                             |
| 関東          | 横浜                          | 埼玉                   | 日本郵政グループさいたまビル（旧公社関東支社）                                                   | 越谷         | 越谷郵便局                                                 |                             |
| 関東          | 横浜                          | 埼玉                   | 日本郵政グループさいたまビル（旧公社関東支社）                                                   | 春日部       | 春日部郵便局                                               |                             |
| 関東          | 横浜                          | 埼玉                   | 日本郵政グループさいたまビル（旧公社関東支社）                                                   | 上尾         | 上尾郵便局                                                 |                             |
| 関東          | 横浜                          | 埼玉                   | 日本郵政グループさいたまビル（旧公社関東支社）                                                   | 桶川         | 桶川郵便局                                                 |                             |
| 関東          | 横浜                          | 埼玉                   | 日本郵政グループさいたまビル（旧公社関東支社）                                                   | 北本         | 北本郵便局                                                 |                             |
| 関東          | 横浜                          | 埼玉                   | 日本郵政グループさいたまビル（旧公社関東支社）                                                   | 久喜         | 久喜郵便局                                                 |                             |
| 関東          | 横浜                          | 埼玉                   | 日本郵政グループさいたまビル（旧公社関東支社）                                                   | 川越         | 川越郵便局                                                 |                             |
| 関東          | 横浜                          | 埼玉                   | 日本郵政グループさいたまビル（旧公社関東支社）                                                   | 熊谷         | 熊谷郵便局                                                 |                             |
| 関東          | 横浜                          | 埼玉                   | 日本郵政グループさいたまビル（旧公社関東支社）                                                   | 深谷         | 深谷郵便局                                                 |                             |
| 関東          | 横浜                          | 千葉                   | 習志野郵便局 松戸南郵便局（松戸分室）                                                            | 若葉         | 若葉郵便局                                                 | 050                         |
| 関東          | 横浜                          | 千葉                   | 習志野郵便局 松戸南郵便局（松戸分室）                                                            | 花見川       | 花見川郵便局                                               |                             |
| 関東          | 横浜                          | 千葉                   | 習志野郵便局 松戸南郵便局（松戸分室）                                                            | 美浜         | 美浜郵便局                                                 |                             |
| 関東          | 横浜                          | 千葉                   | 習志野郵便局 松戸南郵便局（松戸分室）                                                            | 市川         | 市川郵便局                                                 |                             |
| 関東          | 横浜                          | 千葉                   | 習志野郵便局 松戸南郵便局（松戸分室）                                                            | 船橋         | 船橋郵便局                                                 |                             |
| 関東          | 横浜                          | 千葉                   | 習志野郵便局 松戸南郵便局（松戸分室）                                                            | 松戸         | 松戸北郵便局                                               |                             |
| 関東          | 横浜                          | 千葉                   | 習志野郵便局 松戸南郵便局（松戸分室）                                                            | 佐倉         | 佐倉郵便局                                                 |                             |
| 関東          | 横浜                          | 千葉                   | 習志野郵便局 松戸南郵便局（松戸分室）                                                            | 習志野       | 習志野郵便局                                               |                             |
| 関東          | 横浜                          | 千葉                   | 習志野郵便局 松戸南郵便局（松戸分室）                                                            | 柏           | 柏郵便局                                                   |                             |
| 関東          | 横浜                          | 千葉                   | 習志野郵便局 松戸南郵便局（松戸分室）                                                            | 市原         | 市原郵便局                                                 |                             |
| 関東          | 横浜                          | 千葉                   | 習志野郵便局 松戸南郵便局（松戸分室）                                                            | 流山         | 流山郵便局                                                 |                             |
| 関東          | 横浜                          | 千葉                   | 習志野郵便局 松戸南郵便局（松戸分室）                                                            | 八千代       | 八千代郵便局                                               |                             |
| 関東          | 横浜                          | 千葉                   | 習志野郵便局 松戸南郵便局（松戸分室）                                                            | 浦安         | 浦安郵便局                                                 |                             |
| 南関東        | 横浜                          | 神奈川                 | 横浜オーシャンビル（旧公社南関東支社）                                                           | 横浜         | 横浜中央郵便局                                             | 021                         |
| 南関東        | 横浜                          | 神奈川                 | 横浜オーシャンビル（旧公社南関東支社）                                                           | 鶴見         | 鶴見郵便局                                                 |                             |
| 南関東        | 横浜                          | 神奈川                 | 横浜オーシャンビル（旧公社南関東支社）                                                           | 港北         | 港北郵便局                                                 |                             |
| 南関東        | 横浜                          | 神奈川                 | 横浜オーシャンビル（旧公社南関東支社）                                                           | 横浜緑       | 緑郵便局                                                   |                             |
| 南関東        | 横浜                          | 神奈川                 | 横浜オーシャンビル（旧公社南関東支社）                                                           | 青葉台       | 青葉台郵便局                                               |                             |
| 南関東        | 横浜                          | 神奈川                 | 横浜オーシャンビル（旧公社南関東支社）                                                           | 都筑         | 都筑郵便局                                                 |                             |
| 南関東        | 横浜                          | 神奈川                 | 横浜オーシャンビル（旧公社南関東支社）                                                           | 横浜港       | 横浜港郵便局                                               | 020                         |
| 南関東        | 横浜                          | 神奈川                 | 横浜オーシャンビル（旧公社南関東支社）                                                           | 横浜南       | 横浜南郵便局                                               |                             |
| 南関東        | 横浜                          | 神奈川                 | 横浜オーシャンビル（旧公社南関東支社）                                                           | 保土ヶ谷     | 保土ヶ谷郵便局                                             |                             |
| 南関東        | 横浜                          | 神奈川                 | 横浜オーシャンビル（旧公社南関東支社）                                                           | 横浜旭       | 横浜旭郵便局                                               |                             |
| 南関東        | 横浜                          | 神奈川                 | 横浜オーシャンビル（旧公社南関東支社）                                                           | 港南         | 港南郵便局                                                 |                             |
| 南関東        | 横浜                          | 神奈川                 | 横浜オーシャンビル（旧公社南関東支社）                                                           | 横浜金沢     | 横浜金沢郵便局                                             |                             |
| 南関東        | 横浜                          | 神奈川                 | 横浜オーシャンビル（旧公社南関東支社）                                                           | 戸塚         | 戸塚郵便局                                                 |                             |
| 南関東        | 横浜                          | 神奈川                 | 横浜オーシャンビル（旧公社南関東支社）                                                           | 横浜泉       | 横浜泉郵便局                                               |                             |
| 南関東        | 横浜                          | 神奈川                 | 横浜オーシャンビル（旧公社南関東支社）                                                           | 瀬谷         | 瀬谷郵便局                                                 |                             |
| 南関東        | 横浜                          | 神奈川                 | 横浜オーシャンビル（旧公社南関東支社）                                                           | 川崎         | 川崎中央郵便局                                             |                             |
| 南関東        | 横浜                          | 神奈川                 | 横浜オーシャンビル（旧公社南関東支社）                                                           | 中原         | 中原郵便局                                                 |                             |
| 南関東        | 横浜                          | 神奈川                 | 横浜オーシャンビル（旧公社南関東支社）                                                           | 高津         | 高津郵便局                                                 |                             |
| 南関東        | 横浜                          | 神奈川                 | 横浜オーシャンビル（旧公社南関東支社）                                                           | 宮前         | 宮前郵便局                                                 |                             |
| 南関東        | 横浜                          | 神奈川                 | 横浜オーシャンビル（旧公社南関東支社）                                                           | 登戸         | 登戸郵便局                                                 |                             |
| 南関東        | 横浜                          | 神奈川                 | 横浜オーシャンビル（旧公社南関東支社）                                                           | 横須賀       | 横須賀郵便局                                               |                             |
| 南関東        | 横浜                          | 神奈川                 | 横浜オーシャンビル（旧公社南関東支社）                                                           | 大船         | 大船郵便局                                                 |                             |
| 南関東        | 横浜                          | 神奈川                 | 横浜オーシャンビル（旧公社南関東支社）                                                           | 藤沢         | 藤沢郵便局                                                 |                             |
| 南関東        | 横浜                          | 神奈川                 | 横浜オーシャンビル（旧公社南関東支社）                                                           | 橋本         | 橋本郵便局                                                 |                             |
| 南関東        | 横浜                          | 神奈川                 | 横浜オーシャンビル（旧公社南関東支社）                                                           | 大和         | 大和郵便局                                                 |                             |
| 南関東        | 横浜                          | 神奈川                 | 横浜オーシャンビル（旧公社南関東支社）                                                           | 座間         | 座間郵便局                                                 |                             |
| 南関東        | 横浜                          | 神奈川                 | 横浜オーシャンビル（旧公社南関東支社）                                                           | 厚木         | 厚木郵便局                                                 |                             |
| 南関東        | 横浜                          | 神奈川                 | 横浜オーシャンビル（旧公社南関東支社）                                                           | 茅ヶ崎       | 茅ヶ崎郵便局                                               |                             |
| 南関東        | 横浜                          | 神奈川                 | 横浜オーシャンビル（旧公社南関東支社）                                                           | 平塚         | 平塚郵便局                                                 |                             |
| 南関東        | 横浜                          | 神奈川                 | 横浜オーシャンビル（旧公社南関東支社）                                                           | 秦野         | 秦野郵便局                                                 |                             |
| 南関東        | 横浜                          | 神奈川                 | 横浜オーシャンビル（旧公社南関東支社）                                                           | 小田原       | 小田原郵便局                                               |                             |
| 南関東        | 横浜                          | 山梨                   | 旧甲府貯金事務センター庁舎                                                                       | 甲府         | 甲府中央郵便局                                             | 080                         |
| 東京          | 東京                          | 東京                   | 落合郵便局                                                                                       | 本店         | 東京中央郵便局 （JPタワー1階）                             | 001                         |
| 東京          | 東京                          | 東京                   | 落合郵便局                                                                                       | 京橋         | 京橋郵便局                                                 |                             |
| 東京          | 東京                          | 東京                   | 落合郵便局                                                                                       | 芝           | 芝郵便局                                                   |                             |
| 東京          | 東京                          | 東京                   | 落合郵便局                                                                                       | 赤坂         | 赤坂郵便局                                                 |                             |
| 東京          | 東京                          | 東京                   | 落合郵便局                                                                                       | 新宿         | 新宿郵便局                                                 |                             |
| 東京          | 東京                          | 東京                   | 落合郵便局                                                                                       | 牛込         | 牛込郵便局                                                 |                             |
| 東京          | 東京                          | 東京                   | 落合郵便局                                                                                       | 小石川       | 小石川郵便局                                               |                             |
| 東京          | 東京                          | 東京                   | 落合郵便局                                                                                       | 浅草         | 浅草郵便局                                                 |                             |
| 東京          | 東京                          | 東京                   | 落合郵便局                                                                                       | 深川         | 深川郵便局                                                 |                             |
| 東京          | 東京                          | 東京                   | 落合郵便局                                                                                       | 城東         | 城東郵便局                                                 |                             |
| 東京          | 東京                          | 東京                   | 落合郵便局                                                                                       | 品川         | 品川郵便局                                                 |                             |
| 東京          | 東京                          | 東京                   | 落合郵便局                                                                                       | 目黒         | 目黒郵便局                                                 |                             |
| 東京          | 東京                          | 東京                   | 落合郵便局                                                                                       | 蒲田         | 蒲田郵便局                                                 |                             |
| 東京          | 東京                          | 東京                   | 落合郵便局                                                                                       | 田園調布     | 田園調布郵便局                                             |                             |
| 東京          | 東京                          | 東京                   | 落合郵便局                                                                                       | 世田谷       | 世田谷郵便局                                               |                             |
| 東京          | 東京                          | 東京                   | 落合郵便局                                                                                       | 成城         | 成城郵便局                                                 |                             |
| 東京          | 東京                          | 東京                   | 落合郵便局                                                                                       | 渋谷         | 渋谷郵便局                                                 |                             |
| 東京          | 東京                          | 東京                   | 落合郵便局                                                                                       | 代々木       | 代々木郵便局                                               |                             |
| 東京          | 東京                          | 東京                   | 落合郵便局                                                                                       | 中野         | 中野郵便局                                                 |                             |
| 東京          | 東京                          | 東京                   | 落合郵便局                                                                                       | 杉並         | 杉並南郵便局                                               |                             |
| 東京          | 東京                          | 東京                   | 落合郵便局                                                                                       | 荻窪         | 荻窪郵便局                                                 |                             |
| 東京          | 東京                          | 東京                   | 落合郵便局                                                                                       | 豊島         | 豊島郵便局                                                 |                             |
| 東京          | 東京                          | 東京                   | 落合郵便局                                                                                       | 荒川         | 荒川郵便局                                                 |                             |
| 東京          | 東京                          | 東京                   | 落合郵便局                                                                                       | 赤羽         | 赤羽郵便局                                                 |                             |
| 東京          | 東京                          | 東京                   | 落合郵便局                                                                                       | 板橋         | 板橋西郵便局                                               |                             |
| 東京          | 東京                          | 東京                   | 落合郵便局                                                                                       | 練馬         | 練馬郵便局                                                 |                             |
| 東京          | 東京                          | 東京                   | 落合郵便局                                                                                       | 光が丘       | 光が丘郵便局                                               |                             |
| 東京          | 東京                          | 東京                   | 落合郵便局                                                                                       | 葛飾         | 葛飾郵便局                                                 |                             |
| 東京          | 東京                          | 東京                   | 落合郵便局                                                                                       | 葛飾新宿     | 葛飾新宿郵便局                                             |                             |
| 東京          | 東京                          | 東京                   | 落合郵便局                                                                                       | 葛西         | 葛西郵便局                                                 |                             |
| 東京          | 東京                          | 東京                   | 落合郵便局                                                                                       | 武蔵野       | 武蔵野郵便局                                               |                             |
| 東京          | 東京                          | 東京                   | 落合郵便局                                                                                       | 三鷹         | 三鷹郵便局                                                 |                             |
| 東京          | 東京                          | 東京                   | 落合郵便局                                                                                       | 西東京       | 西東京郵便局                                               |                             |
| 東京          | 東京                          | 東京                   | 落合郵便局                                                                                       | 調布         | 調布郵便局                                                 |                             |
| 東京          | 東京                          | 東京                   | 落合郵便局                                                                                       | 小金井       | 小金井郵便局                                               |                             |
| 東京          | 東京                          | 東京                   | 落合郵便局                                                                                       | 小平         | 小平郵便局                                                 |                             |
| 東京          | 東京                          | 東京                   | 落合郵便局                                                                                       | 多摩         | 多摩郵便局                                                 |                             |
| 東京          | 東京                          | 東京                   | 落合郵便局                                                                                       | 町田         | 町田郵便局                                                 |                             |
| 東京          | 東京                          | 東京                   | 落合郵便局                                                                                       | 立川         | 立川郵便局                                                 |                             |
| 東京          | 東京                          | 東京                   | 落合郵便局                                                                                       | 八王子       | 八王子駅前郵便局                                           |                             |
| 信越          | 長野                          | 長野                   | 日本郵政グループ長野ビル（旧公社信越支社） （長野栗田郵便局併設）                                | 長野支店     | 長野中央郵便局                                             |                             |
| 信越          | 長野                          | 長野                   | 日本郵政グループ長野ビル（旧公社信越支社） （長野栗田郵便局併設）                                | 松本         | 松本郵便局                                                 | 111                         |
| 信越          | 長野                          | 長野                   | 日本郵政グループ長野ビル（旧公社信越支社） （長野栗田郵便局併設）                                | 飯田         | 飯田郵便局                                                 |                             |
| 信越          | 長野                          | 新潟                   | リバービューSDビル                                                                               | 新潟         | 新潟中央郵便局                                             | 120                         |
| 信越          | 長野                          | 新潟                   | リバービューSDビル                                                                               | 新潟中       | 新潟中郵便局                                               |                             |
| 信越          | 長野                          | 新潟                   | リバービューSDビル                                                                               | 長岡         | 長岡郵便局                                                 |                             |
| 北陸          | 金沢                          | 富山                   | 明治安田生命・若林富山駅前ビル （富山駅前郵便局併設）                                            | 富山         | 富山中央郵便局                                             |                             |
| 北陸          | 金沢                          | 富山                   | 明治安田生命・若林富山駅前ビル （富山駅前郵便局併設）                                            | 高岡         | 高岡郵便局                                                 |                             |
| 北陸          | 金沢                          | 石川                   | 金沢上堤町ビル （日本郵便北陸支社、かんぽ生命保険金沢支店と同居）                                | 金沢支店     | 金沢中央郵便局                                             | 310                         |
| 北陸          | 金沢                          | 福井                   | 福井南郵便局                                                                                     | 福井         | 福井中央郵便局                                             |                             |
| 東海          | 名古屋                        | 静岡                   | 静岡中央郵便局                                                                                   | 静岡         | 静岡中央郵便局                                             | 230                         |
| 東海          | 名古屋                        | 静岡                   | 静岡中央郵便局                                                                                   | 清水         | 清水郵便局                                                 |                             |
| 東海          | 名古屋                        | 静岡                   | 静岡中央郵便局                                                                                   | 浜松         | 浜松郵便局                                                 |                             |
| 東海          | 名古屋                        | 静岡                   | 静岡中央郵便局                                                                                   | 沼津         | 沼津郵便局                                                 |                             |
| 東海          | 名古屋                        | 静岡                   | 静岡中央郵便局                                                                                   | 吉原         | 吉原郵便局                                                 |                             |
| 東海          | 名古屋                        | 愛知                   | 名古屋貯金事務センター                                                                           | 名古屋支店   | 名古屋中郵便局                                             | 200                         |
| 東海          | 名古屋                        | 愛知                   | 名古屋貯金事務センター                                                                           | 名古屋中央   | 名古屋中央郵便局                                           |                             |
| 東海          | 名古屋                        | 愛知                   | 名古屋貯金事務センター                                                                           | 中村         | 中村郵便局                                                 |                             |
| 東海          | 名古屋                        | 愛知                   | 名古屋貯金事務センター                                                                           | 中川         | 中川郵便局                                                 |                             |
| 東海          | 名古屋                        | 愛知                   | 名古屋貯金事務センター                                                                           | 守山         | 守山郵便局                                                 |                             |
| 東海          | 名古屋                        | 愛知                   | 名古屋貯金事務センター                                                                           | 千種         | 千種郵便局                                                 |                             |
| 東海          | 名古屋                        | 愛知                   | 名古屋貯金事務センター                                                                           | 昭和         | 昭和郵便局                                                 |                             |
| 東海          | 名古屋                        | 愛知                   | 名古屋貯金事務センター                                                                           | 名古屋緑     | 緑郵便局                                                   |                             |
| 東海          | 名古屋                        | 愛知                   | 名古屋貯金事務センター                                                                           | 一宮         | 一宮郵便局                                                 |                             |
| 東海          | 名古屋                        | 愛知                   | 名古屋貯金事務センター                                                                           | 小牧         | 小牧郵便局                                                 |                             |
| 東海          | 名古屋                        | 愛知                   | 名古屋貯金事務センター                                                                           | 刈谷         | 刈谷郵便局                                                 |                             |
| 東海          | 名古屋                        | 愛知                   | 名古屋貯金事務センター                                                                           | 安城         | 安城郵便局                                                 |                             |
| 東海          | 名古屋                        | 愛知                   | 名古屋貯金事務センター                                                                           | 岡崎         | 岡崎郵便局                                                 |                             |
| 東海          | 名古屋                        | 愛知                   | 名古屋貯金事務センター                                                                           | 豊橋         | 豊橋郵便局                                                 |                             |
| 東海          | 名古屋                        | 岐阜                   | 岐阜中央郵便局                                                                                   | 岐阜         | 岐阜中央郵便局                                             |                             |
| 東海          | 名古屋                        | 岐阜                   | 岐阜中央郵便局                                                                                   | 大垣         | 大垣郵便局                                                 |                             |
| 東海          | 名古屋                        | 三重                   | 津中央郵便局                                                                                     | 四日市       | 四日市郵便局                                               |                             |
| 東海          | 名古屋                        | 三重                   | 津中央郵便局                                                                                     | 松阪         | 松阪郵便局                                                 |                             |
| 近畿          | 大阪                          | 滋賀                   | 堅田郵便局                                                                                       | 大津         | 大津中央郵便局                                             |                             |
| 近畿          | 大阪                          | 京都                   | 京都中央郵便局                                                                                   | 京都         | 京都中央郵便局                                             | 440                         |
| 近畿          | 大阪                          | 京都                   | 京都中央郵便局                                                                                   | 京都北       | 京都北郵便局                                               |                             |
| 近畿          | 大阪                          | 京都                   | 京都中央郵便局                                                                                   | 左京         | 左京郵便局                                                 |                             |
| 近畿          | 大阪                          | 京都                   | 京都中央郵便局                                                                                   | 伏見         | 伏見郵便局                                                 |                             |
| 近畿          | 大阪                          | 大阪                   | 大阪中央郵便局大淀分館 （旧近畿郵政局物流センター庁舎）                                          | 大阪支店     | 大阪駅前第1ビル （大阪中央郵便局と同じフロアだが、別区画） | 400                         |
| 近畿          | 大阪                          | 大阪                   | 大阪中央郵便局大淀分館 （旧近畿郵政局物流センター庁舎）                                          | 淀川         | 淀川郵便局                                                 |                             |
| 近畿          | 大阪                          | 大阪                   | 大阪中央郵便局大淀分館 （旧近畿郵政局物流センター庁舎）                                          | 都島         | 都島郵便局                                                 |                             |
| 近畿          | 大阪                          | 大阪                   | 大阪中央郵便局大淀分館 （旧近畿郵政局物流センター庁舎）                                          | 大阪東       | 大阪東郵便局                                               |                             |
| 近畿          | 大阪                          | 大阪                   | 大阪中央郵便局大淀分館 （旧近畿郵政局物流センター庁舎）                                          | 大阪城東     | 大阪城東郵便局                                             |                             |
| 近畿          | 大阪                          | 大阪                   | 大阪中央郵便局大淀分館 （旧近畿郵政局物流センター庁舎）                                          | 天王寺       | 天王寺郵便局                                               |                             |
| 近畿          | 大阪                          | 大阪                   | 大阪中央郵便局大淀分館 （旧近畿郵政局物流センター庁舎）                                          | 阿倍野       | 阿倍野郵便局                                               |                             |
| 近畿          | 大阪                          | 大阪                   | 大阪中央郵便局大淀分館 （旧近畿郵政局物流センター庁舎）                                          | 生野         | 生野郵便局                                                 |                             |
| 近畿          | 大阪                          | 大阪                   | 大阪中央郵便局大淀分館 （旧近畿郵政局物流センター庁舎）                                          | 住吉         | 住吉郵便局                                                 |                             |
| 近畿          | 大阪                          | 大阪                   | 大阪中央郵便局大淀分館 （旧近畿郵政局物流センター庁舎）                                          | 堺           | 堺郵便局                                                   |                             |
| 近畿          | 大阪                          | 大阪                   | 大阪中央郵便局大淀分館 （旧近畿郵政局物流センター庁舎）                                          | 枚方         | 枚方郵便局                                                 |                             |
| 近畿          | 大阪                          | 大阪                   | 大阪中央郵便局大淀分館 （旧近畿郵政局物流センター庁舎）                                          | 高槻         | 高槻駅前郵便局                                             |                             |
| 近畿          | 大阪                          | 大阪                   | 大阪中央郵便局大淀分館 （旧近畿郵政局物流センター庁舎）                                          | 茨木         | 茨木郵便局                                                 |                             |
| 近畿          | 大阪                          | 大阪                   | 大阪中央郵便局大淀分館 （旧近畿郵政局物流センター庁舎）                                          | 箕面         | 箕面郵便局                                                 |                             |
| 近畿          | 大阪                          | 大阪                   | 大阪中央郵便局大淀分館 （旧近畿郵政局物流センター庁舎）                                          | 池田         | 池田郵便局                                                 |                             |
| 近畿          | 大阪                          | 大阪                   | 大阪中央郵便局大淀分館 （旧近畿郵政局物流センター庁舎）                                          | 豊中         | 豊中郵便局                                                 |                             |
| 近畿          | 大阪                          | 大阪                   | 大阪中央郵便局大淀分館 （旧近畿郵政局物流センター庁舎）                                          | 吹田         | 吹田郵便局                                                 |                             |
| 近畿          | 大阪                          | 大阪                   | 大阪中央郵便局大淀分館 （旧近畿郵政局物流センター庁舎）                                          | 守口         | 守口郵便局                                                 |                             |
| 近畿          | 大阪                          | 大阪                   | 大阪中央郵便局大淀分館 （旧近畿郵政局物流センター庁舎）                                          | 寝屋川       | 寝屋川郵便局                                               |                             |
| 近畿          | 大阪                          | 大阪                   | 大阪中央郵便局大淀分館 （旧近畿郵政局物流センター庁舎）                                          | 布施         | 布施郵便局                                                 |                             |
| 近畿          | 大阪                          | 大阪                   | 大阪中央郵便局大淀分館 （旧近畿郵政局物流センター庁舎）                                          | 八尾         | 八尾郵便局                                                 |                             |
| 近畿          | 大阪                          | 大阪                   | 大阪中央郵便局大淀分館 （旧近畿郵政局物流センター庁舎）                                          | 藤井寺       | 藤井寺郵便局                                               |                             |
| 近畿          | 大阪                          | 大阪                   | 大阪中央郵便局大淀分館 （旧近畿郵政局物流センター庁舎）                                          | 松原         | 松原郵便局                                                 |                             |
| 近畿          | 大阪                          | 大阪                   | 大阪中央郵便局大淀分館 （旧近畿郵政局物流センター庁舎）                                          | 岸和田       | 岸和田郵便局                                               |                             |
| 近畿          | 大阪                          | 奈良                   | 大和高田郵便局                                                                                   | 奈良         | 奈良西郵便局                                               |                             |
| 近畿          | 大阪                          | 奈良                   | 大和高田郵便局                                                                                   | 生駒         | 生駒郵便局                                                 |                             |
| 近畿          | 大阪                          | 和歌山                 | 山十ビル                                                                                         | 和歌山       | 和歌山中央郵便局                                           |                             |
| 近畿          | 大阪                          | 兵庫                   | 神戸中央郵便局                                                                                   | 神戸         | 神戸中央郵便局                                             | 420                         |
| 近畿          | 大阪                          | 兵庫                   | 神戸中央郵便局                                                                                   | 東灘         | 東灘郵便局                                                 |                             |
| 近畿          | 大阪                          | 兵庫                   | 神戸中央郵便局                                                                                   | 兵庫         | 兵庫郵便局                                                 |                             |
| 近畿          | 大阪                          | 兵庫                   | 神戸中央郵便局                                                                                   | 須磨         | 須磨北郵便局                                               |                             |
| 近畿          | 大阪                          | 兵庫                   | 神戸中央郵便局                                                                                   | 垂水         | 垂水郵便局                                                 |                             |
| 近畿          | 大阪                          | 兵庫                   | 神戸中央郵便局                                                                                   | 尼崎         | 尼崎北郵便局                                               |                             |
| 近畿          | 大阪                          | 兵庫                   | 神戸中央郵便局                                                                                   | 伊丹         | 伊丹郵便局                                                 |                             |
| 近畿          | 大阪                          | 兵庫                   | 神戸中央郵便局                                                                                   | 川西         | 川西郵便局                                                 |                             |
| 近畿          | 大阪                          | 兵庫                   | 神戸中央郵便局                                                                                   | 宝塚         | 宝塚郵便局                                                 |                             |
| 近畿          | 大阪                          | 兵庫                   | 神戸中央郵便局                                                                                   | 西宮         | 西宮郵便局                                                 |                             |
| 近畿          | 大阪                          | 兵庫                   | 神戸中央郵便局                                                                                   | 明石         | 明石郵便局                                                 |                             |
| 近畿          | 大阪                          | 兵庫                   | 神戸中央郵便局                                                                                   | 姫路         | 姫路郵便局                                                 |                             |
| 中国          | 広島                          | 鳥取                   | 米子郵便局                                                                                       | 鳥取         | 鳥取中央郵便局                                             |                             |
| 中国          | 広島                          | 島根                   | 損保ジャパン松江ビル                                                                             | 松江         | 松江中央郵便局                                             | 530                         |
| 中国          | 広島                          | 岡山                   | 広島貯金事務センター岡山分館 （旧岡山貯金事務センター庁舎）                                      | 岡山         | 岡山中央郵便局                                             | 540                         |
| 中国          | 広島                          | 岡山                   | 広島貯金事務センター岡山分館 （旧岡山貯金事務センター庁舎）                                      | 倉敷         | 倉敷郵便局                                                 |                             |
| 中国          | 広島                          | 広島                   | 日本郵政グループ広島ビル（旧公社中国支社） （広島白島郵便局併設）                                | 広島支店     | 広島中郵便局                                               | 510                         |
| 中国          | 広島                          | 広島                   | 日本郵政グループ広島ビル（旧公社中国支社） （広島白島郵便局併設）                                | 広島西       | 広島西郵便局                                               |                             |
| 中国          | 広島                          | 広島                   | 日本郵政グループ広島ビル（旧公社中国支社） （広島白島郵便局併設）                                | 呉           | 呉郵便局                                                   |                             |
| 中国          | 広島                          | 広島                   | 日本郵政グループ広島ビル（旧公社中国支社） （広島白島郵便局併設）                                | 福山         | 福山郵便局                                                 |                             |
| 中国          | 広島                          | 山口                   | 山口県国際総合センター（海峡メッセ下関）                                                         | 山口         | 山口中央郵便局                                             |                             |
| 中国          | 広島                          | 山口                   | 山口県国際総合センター（海峡メッセ下関）                                                         | 下関         | 下関郵便局                                                 | 550                         |
| 中国          | 広島                          | 山口                   | 山口県国際総合センター（海峡メッセ下関）                                                         | 岩国         | 岩国郵便局                                                 |                             |
| 四国          | 徳島                          | 徳島                   | 徳島貯金事務センター                                                                             | 徳島         | 徳島中央郵便局                                             |                             |
| 四国          | 徳島                          | 香川                   | 第一讃岐ビル                                                                                     | 高松         | 高松中央郵便局                                             | 630                         |
| 四国          | 徳島                          | 香川                   | 第一讃岐ビル                                                                                     | 丸亀         | 丸亀郵便局                                                 |                             |
| 四国          | 徳島                          | 愛媛                   | 日本郵政グループ松山ビル（旧公社四国支社） （松山宮田郵便局併設）                                | 松山支店     | 松山中央郵便局                                             | 610                         |
| 四国          | 徳島                          | 愛媛                   | 日本郵政グループ松山ビル（旧公社四国支社） （松山宮田郵便局併設）                                | 今治         | 今治郵便局                                                 |                             |
| 四国          | 徳島                          | 高知                   | ジブラルタ生命高知ビル                                                                           | 高知         | 高知中央郵便局                                             | 640                         |
| 九州          | 福岡                          | 福岡                   | 九州郵政研修センター                                                                             | 福岡東       | 福岡東郵便局                                               |                             |
| 九州          | 福岡                          | 福岡                   | 九州郵政研修センター                                                                             | 博多         | 博多郵便局                                                 | 742                         |
| 九州          | 福岡                          | 福岡                   | 九州郵政研修センター                                                                             | 北九州       | 北九州中央郵便局                                           | 741                         |
| 九州          | 福岡                          | 福岡                   | 九州郵政研修センター                                                                             | 久留米       | 久留米郵便局                                               |                             |
| 九州          | 福岡                          | 佐賀                   | 佐賀北郵便局                                                                                     | 佐賀         | 佐賀中央郵便局                                             |                             |
| 九州          | 福岡                          | 長崎                   | 日本郵便九州支社長崎事務所 （旧長崎貯金事務センター庁舎） （かんぽ生命保険長崎支店と同居）       | 長崎         | 長崎中央郵便局                                             | 760                         |
| 九州          | 福岡                          | 長崎                   | 日本郵便九州支社長崎事務所 （旧長崎貯金事務センター庁舎） （かんぽ生命保険長崎支店と同居）       | 佐世保       | 佐世保郵便局                                               |                             |
| 九州          | 福岡                          | 熊本                   | 日本郵政グループ熊本ビル（旧公社九州支社） （熊本城東郵便局併設）                                | 熊本支店     | 熊本城東郵便局                                             | 710                         |
| 九州          | 福岡                          | 熊本                   | 日本郵政グループ熊本ビル（旧公社九州支社） （熊本城東郵便局併設）                                | 八代         | 八代郵便局                                                 |                             |
| 九州          | 福岡                          | 大分                   | 大分中央郵便局                                                                                   | 大分         | 大分中央郵便局                                             | 720                         |
| 九州          | 福岡                          | 大分                   | 大分中央郵便局                                                                                   | 別府         | 別府郵便局                                                 |                             |
| 九州          | 福岡                          | 宮崎                   | 宇田第3ビル                                                                                      | 宮崎         | 宮崎中央郵便局                                             |                             |
| 九州          | 福岡                          | 鹿児島                 | 日本郵便九州支社鹿児島事務所 （旧鹿児島貯金事務センター庁舎） （かんぽ生命保険鹿児島支店と同居） | 鹿児島       | 鹿児島東郵便局                                             | 780                         |
| 沖縄          | 沖縄エリア本部 貯金事務管理部 | 沖縄                   | 那覇中央郵便局                                                                                   | 那覇支店     | 美栄橋郵便局                                               | 700                         |

## 全銀システムへの接続
ゆうちょ銀行のオンラインシステムは、民営化後も全国銀行データ通信システム（全銀システム）に接続されていなかったため、相互送金提携をしていない金融機関への振込などはできなかった。そのため、ゆうちょ銀行からほかの金融機関へ振り込む場合、ゆうちょ銀行側のATMなどで預金をいったん引き出したうえで、ほかの金融機関側のATMなどで振り込みを行わなくてはならないという、利用者にとっては不便な状況にあった。当然、その逆のほかの金融機関からゆうちょ銀行への振り込みも同様であった。
日本郵政グループの持株会社である日本郵政の西川善文社長（当時）は、民営化前に行われた記者会見などで2008年（平成20年）中には接続する方針を示していたものの、当時の全銀協は、ゆうちょ銀行の協会加盟・全銀システムへの接続を当面認めない方針を示していた。これは、全銀システムへの接続により、ゆうちょ銀行の利便性が高まることによって、ほかの金融機関が保有する預金が流失してしまい、ゆうちょ銀行の経営規模がさらに拡大するおそれがあったためである。しかし、その後2008年（平成20年）5月23日、全銀協はゆうちょ銀行のシステム接続を認める方針を示した。サービス向上という利用者側の視点から、ゆうちょ銀行のシステム接続は認めざるを得ないと判断したためである。同月27日に正式決定され、2009年（平成21年）1月5日よりシステムへの接続が行われた。

### 接続開始にともなう対応

#### 他金融機関→ゆうちょ銀行
2008年9月、他行からの振込用の口座番号が、従来の記号・番号とは別途に符番されることになった（以降、総合口座通帳および通常貯蓄貯金通帳の見開ページにある銀行使用欄の橙背景部分に、他行からの振込用番号が印字されることになった。 旧来からの利用者でも、印字のない通帳を窓口に差し出した場合に印字が行われる。また、印字がなくとも、振替口座を含めた従来からの記号・番号から口座番号を導き出す法則も発表されており、それに当てはめれば利用可能である）。
ホームページ上では、変換法則のほか、記号番号を入力すれば、自動で全銀システムの口座番号に変換して表示できるページが用意されている。全銀システム用口座番号を本来の記号番号に戻す場合は、変換法則を逆算しただけでは記号の下2桁目を出すことは不可能だが、ホームページ上ではプログラムで算出して出力することができるようになっている（ただし、振替口座の記号番号の間のチェックディジットは表示できない）。
ただし、受取側の通常貯金および通常貯蓄貯金については、通帳の見開きの「振替口座開設（送金機能）」の欄にチェックが入っている状態となっている必要がある（なお、ゆうちょ銀行の貯金間の電信振替の場合でも、双方がこの欄にチェックが入っている必要がある）。後述のように、他行宛の振込に使うゆうちょ銀行の通帳についても同様となる。
なお、振替口座の場合は、送金を前提としたものであるため、特に考慮しなくともよい（公金取扱専用の振替口座など、全銀システムに接続されないケースは対象外）。
振替口座について、全銀システムの口座が記載されているものとしては、2008年9月下旬以降に振替口座の加入があった場合の開設通知には記載されているが、民営化前の郵便振替口座から継承した利用者および2008年9月下旬以前の振替口座加入者については、開設通知に記載されていないため、同年末までに圧着ハガキにて全銀システム用の番号が通知された（ただし、ハガキには、本来の記号番号の間に入る1桁のチェックディジットは記載されていなかった）。
また、振替口座を管轄する貯金事務センターから送付される「振替受払書類」の封書に入っている、名義人の宛名が書かれた用紙の下部に、全銀システム接続後は、本来の記号-ディジット-番号のほかに全銀システム用の口座番号も併記する形となったため、そちらで確認することも可能である。この口座番号が併記された宛名が書かれた用紙は、振込先指定の際に通帳のコピーの添付が必要となる場合で、振替口座を指定する場合などは、ゆうちょ銀行が発行した公式な書類として使用できるとしている（ただし、ゆうちょダイレクト上で、イメージ画像閲覧により確認している利用者については、1日200件以上の大量受け入れ発生した日でない限りは郵送されることはないため、この方法は利用できない）。

##### 他金融機関からの振込に関する注意点
他行からATMやインターネットバンキングなどで金融機関名を指定する際に金融機関の分類キーを選択する際、「銀行」ではなく、「その他の金融機関」を選択したうえで、「ゆうちょ銀行」を選択する場合がある（イオン銀行やみちのく銀行、七十七銀行、新銀行東京、北日本銀行などがそのような状況となっている）。また、ATM振込に対応していない金融機関やATM振込が可能なケースであっても、金融機関名・店名・振込先名義人をすべて手入力で行わねばならない金融機関も一部で存在する。

#### ゆうちょ銀行→他金融機関
通常貯金・通常貯蓄貯金・振替口座からの引き落としでのみ対応するため、窓口・ATMにかかわらず、現金での振込はできない。
また、通常貯金・通常貯蓄貯金からの引き出しによる振込を行う場合は、通帳の見開きの「振替口座開設（送金機能）」の欄にチェックが入っている状態となっている必要がある。

## JP BANKカード
2007年（平成19年）4月13日にVJAへの加盟およびJCBのフランチャイジーとしてゆうちょ銀行本体がクレジットカード事業に自ら参入する方針があることが各紙で報じられた。クレジットカードをゆうちょ銀行自体が発行することで収益源とするものである。
郵政省時代よりクレジットカード・簡易生命保険カードなどと、郵便貯金キャッシュカードが一体化した共用カードが存在したが、民営化前後の2006年（平成18年）から2009年（平成21年）にかけて日本郵政公社・ゆうちょ銀行側の意向によって順次取扱・提携を終了し、2022年現在は、JP BANKカードかゆうちょデビットなど、限定される。

### VISA/Masterカード
2008年（平成20年）5月1日より、三井住友カードにクレジット業務・信用保証を委託し、ゆうちょ銀行本体が発行する「JP BANK VISA/MASTER カード」の募集を開始した（基本はICキャッシュカード・Edy一体型であるが、ICキャッシュカードを分離した単体型も選べる）。
VJA/オムニカードには加盟せず独立したポジションをとることとなったが、基本的なクレジット機能は三井住友カードに準拠している。
2009年（平成21年）5月18日から、JP BANKカードVISA/Masterの追加カードとして、「三井住友カードWAON」と同等の、クレジットオートチャージ対応WAONカード「JP BANKカードWAON」の取扱を開始した。
2009年（平成21年）8月からFIFAワールドカップトロフィーを券面にあしらった「JP BANK VISA FIFAワールドカップカード」の発行が開始された（枚数限定でありすでに発行終了）。ゆうちょ銀行がFIFAパートナー（メインスポンサー）であるVISAインターナショナルと2010年大会・2014年大会のサブライセンス契約を締結したことによるキャンペーンの一環である。なお、クレジットカード単体型のみである。

### JCBカード
2009年（平成21年）1月13日より、ジェーシービーのフランチャイジー（JCBグループ）として（同社にクレジット業務・信用保証を委託）、ゆうちょ銀行本体が発行する「JP BANK JCBカード」が取扱開始された（ICキャッシュカード・QUICPay一体型のみ）。
基本的なクレジット機能はジェーシービーのORIGINAL SERIESに準拠しているが、ゴールド・ザ・プレミアやJCBザ・クラスは発行対象外となっている。

## 新規事業への参入

### 変額年金保険販売
2008年（平成20年）5月下旬より、ゆうちょ銀行直営店（82店舗）にてメガバンク・地方銀行などが積極的に販売を行っている変額年金保険販売を開始した。さらに民間の生命保険会社と業務提携を結び、民間の商品を代理販売することを検討している。なお、一部の郵便局株式会社（現・日本郵便株式会社）の保険窓口では、かんぽ生命保険の募集代理業務とは別に、アイエヌジー生命保険や住友生命保険などの変額年金保険の代理店業務を開始している。

### 住宅ローン事業への参入
全国地方銀行協会会長の小川是（当時、元横浜銀行頭取）は記者会見の中で民営化の準備企画会社である日本郵政が複数の地方銀行に対してゆうちょ銀行が参入する住宅ローンの提携打診をしていることを明らかにしたうえで、横浜銀行としては提携を拒否する方針を示した。関係者によると、日本郵政が横浜銀行をはじめとする10行以上の地銀に対して住宅ローン参入に向けての商品と人材の提供と商品のアイディアをそれぞれ求めたという。その後、主要地銀10行がゆうちょ銀行との提携を断る意思を示した。なお、全国銀行協会会長の奥正之（当時、元三井住友銀行頭取）は記者会見の中で郵便局が代理店としてほかの金融機関に顧客を紹介する業務については一定の理解を示した。ただし、ゆうちょ銀行による新規事業への参入については時期尚早であるとして釘を刺した。その後、日本郵政の西川善文社長は9月中に提携先を確定させ、当面は地方銀行の商品を提供する代理店業務を行う意向を示し、静岡県に拠点を置くスルガ銀行との業務提携交渉を進めることで合意したと発表した。協議が妥結したあと、郵政民営化委員会の審査を経たうえで政府からの認可を受け、2008年（平成20年）5月12日から販売開始した。これにより、スルガ銀行ゆうちょ専用支店への口座開設により、カードローン・フリーローンなども利用可能となった。東京・大阪・名古屋の三大都市圏にあるゆうちょ銀行の直営店50店舗でスルガ銀行の商品（住宅・目的別ならびにカードローン）を代理販売することで、融資業務に関するノウハウを取得し、1 - 2年後には自行で開発した商品を販売開始予定。なお、これまで民間の金融機関が融資に対して慎重だった個人事業主や独身者などの顧客層を対象として、若干の金利を上乗せした商品を販売することを検討している。また日本郵政は今後、他行からの業務提携の申し出があった場合には積極的に受ける姿勢を示している。
2019年に、スルガ銀行のサービスの新規受付は終了（スルガ銀行ゆうちょ専用支店は、個人専用支店に改称）され、10月にソニー銀行、2020年3月に新生銀行の住宅ローンの取次が提供されている。2021年5月からは、住宅金融支援機構のフラット35と、フラット35契約者向けの住宅ローン長期火災保険の募集業務を直営店41店舗で開始した。

### ゆうちょPay
2019年5月8日よりサービス開始となったスマートフォンのアプリを用いたQRコード決済システム。専用のスマホアプリの操作によって、あらかじめ登録したゆうちょ銀行口座から代金を即時に引き落とす、銀行口座直結型のサービスである。店頭支払いがメインだが、払込取扱票のバーコードをアプリで読み取ることによる公共料金や通販利用代金の支払いにも利用が可能。また、GMOペイメントゲートウェイが提供する金融機関向けスマホ決済サービスを共通基盤に使ったQRコード決済システムに参加している。

### 口座貸越による貸付業務
2021年5月から、顧客の急な出費や一時的な資金ニーズに対応する口座貸越による貸付業務を直営店233店舗と約2万の郵便局で開始している。 

## 情報処理システム

### 勘定系システム
郵便貯金時代の勘定系システムを継続使用。2009年（平成21年）5月7日より、ATMからの定型メッセージの送信機能を一時停止したが、こちらは同年8月24日より再開している。

### 基幹系システム
勘定系システムからは独立し、融資など銀行発足後に取り扱いを始める新商品の管理などを行う。2007年（平成19年）5月に入札が行われ、同年6月12日に旧UFJ銀行の基幹システムをNTTデータ・日立製作所連合から調達することを決定した。調達価格は231億円（税込）。他行のシステムを採用することは異例で、2009年（平成21年）11月の稼働を目指している。日本郵政公社（当時）は、郵便貯金システムには外貨預金や住宅ローンなどに対応する機能がないため、大手行の既存システムを採用することで短期間での準備とシステム開発費用の圧縮につながるとしている。

### 民営化に伴うシステムトラブル
膨大な口座数から2002年4月のみずほ銀行のような、発足当日のシステムトラブルが心配された。ゆうちょ銀行でも2007年（平成19年）10月1日の民営化当日に銀行内部で使用している「顧客情報管理システム」がつながりにくくなるトラブルが全国的に発生し、原因不明のまま1週間が経過した。これにより一部の郵便局で同一名義の口座を統合する「名寄せ」や新規預入などの業務が滞った。このシステムはゆうちょ銀行に口座を持つすべての顧客氏名・住所・生年月日・貯金残高などの情報をコンピュータで管理しており、各郵便局にある窓口端末から職員が接続し、情報を確認することができるものである。当初、このシステムトラブルの原因は、発足当日に職員によるパスワード変更が集中したためとみられていたが、2日目以降もトラブルが解消されなかったため、詳しい調査が進められていた。その後、データが集中したときの処理能力が不足していることが判明したため、サーバなどの機器の増設やデータが集中しないようにプログラムの修正などを行った結果、10月9日午前中までに完全復旧した。なお、ATMのトラブル・停止や、手数料改定にともなう窓口での混乱などのトラブルは発生しなかった。

## 民営化にともなう貯金・施設などの取り扱い
民営化にともなう各種貯金などの取り扱いは以下のとおり。
なお、民営化に際し変更点がないものは省略している場合もある。
- 流動性貯金
  - 通常貯金、振替口座は民営化と同時にゆうちょ銀行に引き継がれる。なお、顧客から預かった金銭の名称については一般の金融機関が使用している「預金」ではなく「貯金」を引き続き使用する。
  - 2009年（平成21年）1月5日開始の全国銀行データ通信システム（全銀システム）接続開始にともなう、他行からの振込入金の際に指定する番号のみ、従来の番号を読替する必要が生ずるが、従来の番号自体はこれによって変更されることはない[98]。
- 通帳・カード、ATM（現金自動預払機）利用時の取扱
  - キャッシュカード、ICキャッシュカードはそのまま利用できる。共用カードについては2009年（平成21年）までに順次廃止となり、新たにゆうちょ銀行ICキャッシュカードが送付される（クレジットカードなどの提携部分については、分離のうえ再発行されるか、取扱期限をもって解約されるかのどちらかとなる）[99]。なお、すでに日本郵政公社名ないしゆうちょ銀行名のICキャッシュカードを発行して併用していた場合は、差し替えは行わない。
  - 日本郵政公社以前のキャッシュカードのうち、郵政公社末期に発行されたICキャッシュカードを除き、ゆうちょ銀行名のICキャッシュカードに無料交換を行う。日本郵政公社時代のICキャッシュカードの場合は、不可抗力で使用不能となっているケースを除き、有償交換とされる。
  - 通帳も、郵便貯金総合通帳（ぱ・る・る）および通常貯蓄貯金通帳はそのまま利用できる（総合通帳で定額定期を利用していた場合は、後述のようにこの限りではない）。無余白となった際にゆうちょ銀行の総合口座通帳あるいは通常貯蓄貯金通帳に切り替えとなるが、希望により満行となる前に再発行の手続きをとることも可能（ゆうちょ銀行移行後に、担保扱いの定額貯金および定期貯金の利用を希望する場合は、ゆうちょ銀行の総合口座通帳に再発行しないと利用できない）。
  - 通常貯金通帳の冊数制限は撤廃されたため、複数の通帳を持つことはできる。
  - 定期・定額郵便貯金の通帳式証書については民営化後は余白があっても預け入れ（追加預入）ができず、民営化前に預け入れした貯金の払い戻しのみ利用できる（郵便貯金総合通帳に担保定額貯金や定期貯金の預け入れがあった場合は、通常貯金部分はゆうちょ銀行の総合口座通帳、定額貯金と定期貯金は独立行政法人郵便貯金簡易生命保険管理・郵便局ネットワーク支援機構（郵政管理・支援機構）名の通帳式証書にそれぞれ分離再発行され、ゆうちょ銀行の総合口座通帳には、ゆうちょ銀行移行後に新規に預け入れる定額貯金と定期貯金が記載される）。
    - 民営化後に担保扱いではない（総合口座通帳とは別冊の）通帳式定期・定額貯金証書に預入する場合、新規預入となりゆうちょ銀行名の新しい通帳式証書が発行される。
    - これに際しては、郵便貯金総合通帳を窓口に提出する必要がある。
      - 通帳式定期・定額貯金証書に限らず、ゆうちょ銀行の通帳の発行には、無余白などによる通帳再発行を含み、郵便貯金総合通帳を窓口に提出することで本人確認手続きが行われる。ただし、郵便貯金総合通帳側の本人確認手続きが完了していない場合は、双方あわせて手続きを行うことになる。

    - また、2013年6月3日に行われた副印鑑廃止に際して、同日以降に副印鑑の取り外しの際に行われる印鑑登録手続きの折にも、改めて本人確認が実施され、印鑑登録の書類記入と本人確認の証明書などの提示が必要となるが、印鑑が登録済となっていた場合は、書類記入や本人確認の証明書などの提示は行われず、通帳の提示などで対応される。
    - また、民営化前の通帳式定期・定額郵便貯金証書と異なる点として、ゆうちょ銀行の通帳式定額定期貯金証書に預入した資金を担保に貸付を受けることはできない（総合口座通帳に組まれている定額貯金と定期貯金のみ対応となる）。
    - 民営化前の通帳式定額定期貯金証書は、郵政管理・支援機構の通帳式定額定期郵便貯金証書として扱われる（再発行時は同機構名の通帳式証書となる）。

  - 総合口座通帳における担保定額・定期貯金の欄は、1冊における記入可能件数が「ぱ・る・る」の24件より増えて32件となっている（頁数は変わらず、1件あたり通常貯金4行分→3行分に減らして対応）。また、1冊あたりの担保定期・定額貯金の預入可能件数も21件→30件に増枠された[注釈 23]。
  - ゆうちょ銀行および提携金融機関のキャッシュカードを使って同行ATMでの入金が行われた場合の「ご利用明細票」が、これまでは入金された金額が印字されたが、民営化以降は入金額が印字されなくなり、入金後の利用残高のみが印字される方式に変更された（なお、入金された金額の詳細は通帳へ記帳する際に印字される）[注釈 24]。
  - 郵政省時代の通帳の場合、通常貯金（郵便貯金総合通帳で利用している場合は、定額定期の貯金残高がない場合）および通常貯蓄貯金においては、ATMでの利用については従来通り支障はない（ただし、2015年ごろから一部の拠点で郵政省時代の通帳の利用ができないタイプのATMが登場しているため、その場合はほかの利用可能なATMを利用するか、現行のゆうちょ銀行通帳に再発行するかのいずれかを行う必要がある）。総務省時代および日本郵政公社時代の通帳についても、通常貯金（総合通帳の場合は、定額定期の残高がない場合）および通常貯蓄貯金の利用については、通帳の取引印字面の様式はゆうちょ銀行移行後と同じであるため、満行まで引き続き利用することは可能となっている。
    - なお、全銀システム接続にともなう旧発行主体名通帳への他金融機関からの振込に使用される口座番号の表示については、以下のように扱われる。
      - 郵政省時代の通帳については「振込」用の口座番号などの窓口端末（いわゆるCTM）による機械印字に対応していないため、2009年（平成21年）4月以降、満行となっていなくとも、何らかの窓口での手続きがともなう際に通帳の強制再発行を行うことになった。それまでは、全銀システム用の口座番号印字のある通帳の利用はできないものの、郵政省時代の冊子を受け付けない端末でなければ、ATMでの通帳利用は引き続き可能。
      - 総務省時代の通帳の場合は、原則満行になるまでATMでは継続して利用できるが、窓口提出時に見開きページの「備考欄」の下3分の2の位置に「振込」用の口座番号が印字される（「振込」用の口座番号などの情報が印字される、現行のゆうちょ銀行名の通帳の銀行使用欄のうち、下側の橙背景色の欄にあたる位置に相当するのがこの場所であるため）。ただし、窓口係員の判断で、副印鑑の廃止手続きと同時に行う際などに強制再発行とされる場合もある。
      - 日本郵政公社時代の通帳の場合は、原則満行になるまでATMでは継続して利用できるが、窓口提出時に見開きページの「備考欄」の下3分の1から「メモ」の2つの欄にまたがって「振込」用の口座番号が印字される（「振込」用の口座番号等の情報が印字される、現行のゆうちょ銀行名の通帳の銀行使用欄のうち、下側の橙背景色の欄にあたる位置に相当するのがこの場所であるため）。ただし、窓口係員の判断で、副印鑑の廃止手続きと同時に行う際などに強制再発行とされる場合もある。

    - 他金融機関からの振込に使う口座番号の印字に関しては、通帳の発行主体名にかかわらず、サービス開始後の2009年以降の印字と、サービス開始前に先行して行われた2008年の印字では、最初の2行の文言が異なっている[注釈 18]。
- 保証
  - 通常貯金や振替口座の保証は民営化時点で政府保証から一般の銀行と同じ預金保険に改められた。
  - 振替口座は決済用預金の扱いとなるが、ほかの銀行とは違い従来どおり無通帳となる。また指定した店舗・郵便局のみ本人払い込み・払い出しができることや自動払い込み・給与預け入れなどの指定に利用することができないなど、当面の変更はない。
  - 通常貯金・通常貯蓄貯金は決済用預金の扱いとはならず、従来の民間金融機関における普通預金・貯蓄預金と同様の形態となる。ただし、各々の通常貯金・通常貯蓄貯金について、民営化後に「オートスウィング基準額」を0円に設定している場合は無利息となるため、通常貯金に関しては、事実上は決済用普通預金と同じ扱いとなる。同じ条件とした通常貯蓄貯金については、その性質上、決済用途では利用できない[注釈 25]、単なる通帳のある利息のつかない取引となる。
  - 定期性貯金（積立貯金などの類似するものを含む）は民営化前に預け入れしたものは政府保証が継続されるが、民営化後に満期を迎えたものは自動継続が停止される。満期の前でも払い戻し（解約）はできるが、同じ通帳式証書への追加預入はできない。
  - 暗黙の政府保証の有無について原口一博総務相は、民営化後の預金保険料の負担を前提に、もし暗黙の政府保証が存在すれば預金保険料の負担は不要になるとして、存在に否定的な見解を示した[100][101]。
- 非課税貯金（マル優）
  - 利子に対する非課税貯金については廃止された。ただし定期性貯金で民営化前に預け入れされたものは満期まで継続。なお、ほかの金融機関と同じ枠でマル優（少額預金の利子に対する非課税制度）はほかの金融機関と合計で350万円まで利用できる。流動性預金にあたる「通常貯金」および「通常貯蓄貯金」のマル優扱いは全廃。定期性貯金のみマル優扱ができるが、利用する直営店ないしは郵便局の貯金窓口に非課税貯蓄の申告書を提出する必要があり、ほかの直営店または郵便局の貯金窓口でのマル優扱の預入は一切できない。
- 預入限度額
  - 発足当初は、郵便貯金・簡易生命保険管理機構（現：郵政管理・支援機構）への移管分とゆうちょ銀行への預け入れの合算額で1,000万円まで。2016年4月からは1,300万円（民営化前からの預け入れ分、すなわち機構に移行された分は、2016年4月以降も1,000万円のまま。これと合算して1,300万円以内）となったが、特段の理由がない限り、従来どおり通帳に表示された限度額（例として、郵政省時代の1,000万円までに引き上げられる前の限度額のときに取引開始した場合や、その後も含めて民営化前に移替基準額を変更していたケースで、その後特に変更をしていなかった場合は、そのときの額が現在も適用されたままのケースが存在する。そうでなくとも、利用者ごとの現状については、通帳の見開き部分には「○○貯金ご利用の上限額 10,000,000円」のように表示されているため、そこで確認可能。この表示額は民営化前は移替基準額だったが、ゆうちょ銀行では後述のオートスウィング基準額となり、通常貯蓄貯金や複数の通常貯金を有する場合は、表示されている各通帳ごとの貯金残高に対する限度額にニュアンスが変わった）がそのまま適用されるため、変更には窓口での手続きを要する。当然ながら、今般の増額となった300万円分は預金保険法の補償対象外となる。この告知のため、引き上げ日以降に通帳の新規ないし再発行を行う場合は、通帳の見開き面（銀行使用欄の、上側の白い部分）に、引き上げが行われた旨のスタンプが押印される。
    - 定期貯金や定額貯金を利用する場合に上限をトータルで1,000万円を超過する場合は、手続きは基本的に不要だが、通常貯金については、移替基準額や後述の「オートスウィング基準額」などを変更する必要が生じる場合もある。

  - なお、民営化後は、移替基準額や貯金の上限額とは別に「オートスウィング基準額」が総合口座通帳に対して設けられており、1つの総合口座通帳全体の上限額から、通常貯金部分に対する上限額として設定された金額を指す。これは、各々の通常貯金で「オートスウィング基準額」を越えた部分は、定期貯金や定額貯金などとの合算が通帳に記載されている、設定した上限額に達していない場合でも、「オートスウィング基準額」を超過している金額分は振替貯金とみなされ、超過金額は通帳記帳の際に残高の次の行に別途かっこで括られて表示される（貯金の上限額あるいは移替基準額超過時の金額の表示と同様）。
    - なお、「オートスウィング基準額」は、新規預入時に同じ申込書で指定することも可能であるほか、2015年9月にリニューアルしたあとのゆうちょダイレクトでも変更の設定が可能となっている。貯金の上限額自体の変更は、ゆうちょ銀行の窓口ないし郵便局の貯金窓口での対応となる。

  - 限度額を超過した場合は、原簿を管轄する貯金事務センター長名での文書が送付されてから1か月以内（文書上の日付基準で、文書の受取日や発送日基準ではない）に、限度額を下回らない場合は、次の対処が行われる。なお、通常貯金および通常貯蓄貯金のオートスウィング基準額を超過した部分については、振替口座の預り金（振替貯金）と同じ扱いとされるため、限度額超過分に算入されない。
    - 民営化前からの預入分、すなわち、郵政管理・支援機構へ移行された貯金（民営化前の定額貯金・定期貯金の満期到来で、民営化後に新たに通常郵便貯金にされた残高は、利用者が引き出すまでは機構への預入分と見なされ、ゆうちょ銀行の通常貯金とは別に管轄される）については、民営化前と同じで、郵便貯金法第11条で規定されていた内容の経過措置適用を根拠に、機構扱いとなる貯金残高総額の一部を原資として日本国債の強制買入が実施される。なお、強制買入となる国債については、買入実施時期により、利付国債→割引国債→個人向け国債の優先順位で決定され、償還期間は、2年以上10年以下となっているものの中からより短いものが優先的に対象とされる。当然ながら、この措置で手元にきた国債を満期まで保有しなかった場合は、通常の国債取引同様、元本割れが生じることもある。
    - ゆうちょ銀行に移行してからの預入分（民営化直前の時点で利用していた通常郵便貯金と通常貯蓄貯金の残高は、ゆうちょ銀行の通常貯金および通常貯蓄貯金の預入分とされる）は、ゆうちょ銀行が定める約款の規定を根拠として、残高の一部ないし全部を強制的に引き出したうえで、引き出された金額を額面とした貯金払戻証書が発行され、貯金者に送付される。
    - 機構に貯金がある場合は、残高を減額とする対象に優先順位を付与する場合がある。たとえば、ゆうちょ銀行の残高の減額が優先され、それでも限度額を超過している場合に、国債購入で機構分の貯金を減額とする場合などもあり、その旨通知文書に明記することがある。

  - 財産形成定額貯金等については例外的に別枠として550万円まで。
- 最低預入金額
  - 民営化前は通常貯金・通常貯蓄貯金の最低預入金額は10円であった（たとえば、ATMで10円未満の預入をしようとしても受け付けなかった）が、民営化後は撤廃され0円から預入ができる（ただし、ATMでは現在も10円未満の預け入れはできない）。
- 貯金払戻証書・為替証書・振替払出証書
  - 従来の期限がくるまでそのまま有効となる。
  - 民営化前振出分は再発行不可のため、再発行せず現金との引き換えとなる。
- 自動払い込み・給与預入・年金自動預入・投資信託
  - すべてゆうちょ銀行にそのまま引き継がれた。
- 国際ボランティア貯金・介護定期郵便貯金・積立郵便貯金・住宅積立郵便貯金・教育積立郵便貯金・電信為替・通常振替
  - すべて廃止された。
  - ただし、国際ボランティア貯金については、2008年（平成20年）10月1日より、「ゆうちょボランティア貯金」の名称で新たに新規預入をする（従前のものとの直接の関連はない。民営化前の寄付金は郵政管理・支援機構に引き継がれており、新たなものはゆうちょ銀行自体が寄付金交付などを自ら行う）。国際ボランティア貯金利用者であっても自動で切り替えとならないため、利用を希望する場合は新たに切り替えの申し込みが必要となる。
- ゆうゆうローン
  - 郵政管理・支援機構に引き継がれている。
  - 定期郵便貯金を担保としている場合、民営化後は自動継続が停止されるため、貸付期限が満期まで繰り上がる。
- ATM（現金自動預払機）コーナー
  - 民営化前、郵便局外に設置されているATMコーナーは最寄りの外務員配置局（大概は旧集配局だが例外あり）によって管理されていたが、民営化後は本店または支店により管理されることになる。
- 通常貯金・通常貯蓄貯金の利息付与時期
  - 民営化前は、通常郵便貯金が年度末締めで4月1日付の付与、通常貯蓄貯金が年度末と年度中間末締めでそれぞれ4月1日、10月1日の付与となっていたが、締日を通常貯蓄貯金の方式に統一し、翌営業日付の付与となった。
- 「メルパルク」「ぱ・る・るプラザ」
  - 日本郵政株式会社が承継した。なお、唯一京都府に残っていた郵便貯金地域文化活動支援施設「ぱ・る・るプラザ京都」は「メルパルク京都」と改称された。

## CM出演者
- 本木雅弘 - 2016年6月13日から総合キャラクター「ゆうちゃん」として各種媒体に出演。かつて晩年期の富士銀行総合キャラクターを勤めていた。
- 「ゆうちょ通り一丁目の人々」（2016） - 前シリーズのゆうちょ家族編出演者（一部除く）が引き続き出演している。舞台・ストーリーは一新されている。
  - 「その先へ」篇 - 佐藤健・長澤まさみ
  - 「未来をつくる」篇 - 笑福亭鶴瓶・原日出子

また、同社広告ポスターにて佐藤・長澤は定額貯金、鶴瓶・原は年金・相続サービスに出演している。佐藤は若年層クレジットカードのポスターにも出演。
- 「日本全国、ゆうちょ家族。」（2010 - 2015） - 『森田一義アワー 笑っていいとも!』のかつてのコーナー「つるべにかくれんぼ」においては、佐藤の顔が鶴瓶化されているシーンが紹介された。
  - 緑川タケル（兄・主人公） - 佐藤健
  - 緑川ななみ（妹） - 桜庭ななみ
  - 緑川鶴瓶（父） - 笑福亭鶴瓶
  - 緑川日出子（母） - 原日出子
  - 緑川弘、（叔父） - 藤岡弘、
  - 絆まさみ（兄の恋人） - 長澤まさみ
- 三宅尚美
- 中澤佑二 - 約束の2010

## 提供番組

### 過去の提供番組
- ニュースモーニングサテライト
- 牧瀬里穂・素直になりたい（郵便貯金時代）
- 関根潤三・中井美穂のフレッシュ!スター塾（郵便貯金時代）
- ゆうちょ LETTER for LINKS（TOKYO FM・JFN系ラジオ番組）
- 日本郵政グループ ゆうちょ presents ジャパモン（同上）

## 各年度の業績
（単位：億円）
- 決算公告より[102]

| 決算期    | 経常収益 | 経常利益 | 法人税等 | 純利益 |
| --------- | -------- | -------- | -------- | ------ |
| 2008年3月 | 13,289   | 2,561    | 1,036    | 1,521  |
| 2009年3月 | 24,885   | 3,852    | 1,548    | 2,293  |
| 2010年3月 | 22,079   | 4,942    | 1,966    | 2,967  |
| 2011年3月 | 22,053   | 5,265    | 2,088    | 3,163  |
| 2012年3月 | 22,345   | 5,762    | 2,389    | 3,348  |
| 2013年3月 | 21,258   | 5,935    | 2,176    | 3,739  |
| 2014年3月 | 20,763   | 5,650    | 2,098    | 3,546  |
| 2015年3月 | 20,781   | 5,694    | 2,015    | 3,694  |